# いだてん〜東京オリムピック噺〜

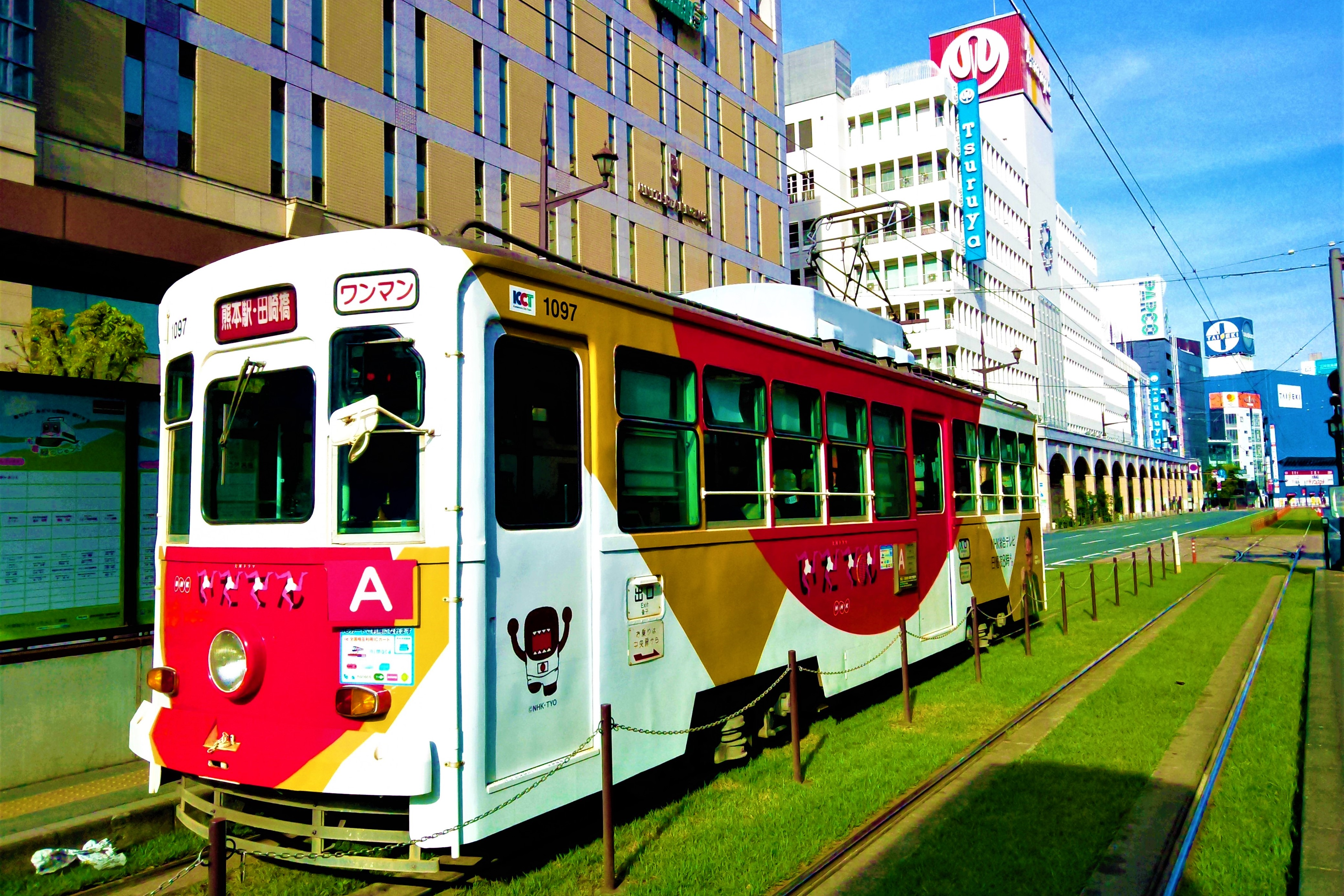
放送当時、熊本市電で運行されたラッピング広告車（1097号）

『いだてん〜東京オリムピック噺〜』（いだてん とうきょうオリンピックばなし）は、2019年1月6日から12月15日まで放送されたNHK大河ドラマ第58作。副題が省略され、単に『いだてん』と呼ばれることもある。

## 概要
日本が初めて夏季オリンピックに参加した1912年（明治45年）のストックホルムオリンピックから、幻となった東京オリンピック（1940年の予定が、戦争で返上）開催を決めた1936年（昭和11年）のベルリンオリンピックを挟んで、1964年（昭和39年）の東京オリンピック開催までの52年間の知られざる歴史を章立てに分け、日本人初のオリンピック選手となった「日本のマラソンの父」金栗四三と、東京オリンピック招致に尽力した田畑政治（日本水泳連盟元会長）の2人の主人公をリレーする形式で描く。主人公が作中で変わる「リレー形式」となるのは『葵 徳川三代』以来19年ぶり。なお、金栗と田畑は実際に面会したことがあり、取材の過程で発見された記念写真は番組エンディングの「いだてん紀行」や番組関連で開催されているイベント等で公開されている。
物語は五代目古今亭志ん生が語る架空の落語『オリムピック噺』の語りにのせて進行するという形式で、随所に志ん生自身の人生も挿入され、その視点で見た明治から昭和にかけての東京の変遷も描かれる。
1928年（昭和3年）出生の古橋廣之進、1933年（昭和8年）出生の河西昌枝など、昭和生まれの実在の人物が登場する初のNHK大河ドラマでもある。作品にもスタッフ（国旗考証）として参加している吹浦忠正など、放送時点で本人が存命の人物や、実在する会社の名前が複数登場する。
天皇退位・即位による改元で平成から令和に跨がった大河ドラマとなった。平成最後で令和初のNHK大河ドラマ。また史実を重視した時代劇を主とする大河ドラマとしては、「近現代大河3部作」の完結編として位置付けられている、1986年放映の『いのち』以来、33年ぶりに現代劇路線となった。

## 企画・制作
2016年11月16日、2019年の大河ドラマについて宮藤官九郎のオリジナル脚本となること、放送時期が2020年東京オリンピックの前年に当たることから近代オリンピックがテーマになることが発表された。同時に制作統括に訓覇圭、演出に井上剛と、宮藤を含めて連続テレビ小説『あまちゃん』のスタッフ陣で臨むことも明らかにされている。
明治以降の日本の近現代のみを舞台とした大河ドラマは『いのち』以来、33年ぶりである。これについて宮藤は、「（大河ドラマの主たる題材となる）歴史を動かした人物にも、戦国時代にも幕末にもあまり思い入れがないから、自分に大河ドラマは無理だろうと思っていました」「（スタッフから）『できる題材を探しましょう』という優しい言葉を頂き、だんだんその気になり、考えたのが『東京』と『オリンピック』の物語」と述べている。音楽担当の大友良英によると当初、井上は近代の戦争を描く作品を志向していたという。打ち合わせで「戦時中の歴史」への興味について井上に問われた宮藤は、井上ひさしの『円生と志ん生』にある、志ん生の満州時代の話を題材の一例として挙げたといい、ここから「オリンピックと戦争をつなげる」歴史ドラマとしての企画が動いたという。
なお、翌年の東京オリンピックに向けた「国策的」な企画という推測（後述）については、宮藤が明確に否定している。
2017年4月3日、制作発表が行われ、金栗四三役は中村勘九郎、田畑政治役は阿部サダヲの両名の主演が発表された。また、物語の語り部として落語家の古今亭志ん生が登場することも併せて発表された。中村勘九郎の父である十八代目中村勘三郎は1999年の『元禄繚乱』で主演を務めており（当時は「（五代目）中村勘九郎」）、緒形拳・直人親子以来2組目となる「親子二代での大河ドラマ主演」となった。また、大河ドラマ初の4K映像作品となることも同時に発表された。
2017年11月1日の出演者発表第1弾では、劇中音楽を『あまちゃん』の音楽も担当した大友良英が担当することが併せて発表された。また、11月29日の出演者発表第2弾においては、五代目古今亭志ん生役をビートたけしが演じることが発表された。オープニングテーマの作曲も大友が手掛けており、疾走感あふれるサンバ風のものとなっている。
2018年3月30日の出演者発表第3弾において、題字を横尾忠則が担当することが発表された。横尾自身もマラソン好きということもあり「他の人に依頼されなくてよかった」と感想を述べている。「ロゴも走っているように見えるといいな」との発想から「いだてん」の四文字の上に三脚巴を重ねたデザインとなっている。
4月4日、金栗の故郷・熊本県でクランクイン。8月上旬から3週間程度をかけ、1912年大会当時のスタジアム（ストックホルム・スタディオン）の姿がほぼ残るストックホルムでのロケ が予定されており、準備に時間がかかるため、例年よりも早めのクランクインとなった。
11月9日、公式サイトと公式Twitterアカウントが開設されて予告編 (PR) 映像が公開された。
12月14日、初回試写会が行われ、ドラマの最後に大河ドラマでは異例の「このドラマは史実を基にしたフィクションです」という注釈テロップが付けられることが明らかになった。この意図について制作統括の訓覇は「（基本的にドラマなのでフィクションだが）意外に事実が多く、事実とは何かを考える機会にもなる」「事実の大切さとフィクションの楽しさを両方持っているという自分の思いも込めた」と述べている。
2019年3月26日、第25回から登場する高橋是清役で出演予定の萩原健一が急逝したが、主な出演シーンは収録を終えており、予定通り放送された。
2019年10月1日、すべての撮影を終了した。

## 視聴率と評価
初回の視聴率は15.5%（ビデオリサーチ調べ、関東地区・世帯・リアルタイム。以下略）で、大河ドラマとしては前作『西郷どん』の15.4%を0.1ポイント上回った。しかし、第6回で大河史上最速の1桁落ちとなる9.9%を記録。その後視聴率が2桁になることはなく、42回連続で1桁視聴率となった。また、第16回では従来の最低記録だった『平清盛』第45回（2012年、7.3%）を下回る7.1%となった。さらに第22回(6.7%)、第30回(5.9%)、第32回(5.0%)、第39回(3.7%)と計5回最低視聴率を更新。なお、第40回放送は、ラグビーワールドカップ2019準々決勝の日本代表戦(41.6％、2019年の地上波テレビ番組で最高視聴率)を放送し、急きょ休止（翌週に延期）となった。最終回の視聴率も、歴代最低となる8.3%に留まった。全話平均視聴率はそれまで最低だった『平清盛』と『花燃ゆ』（2015年）の12.0%を3.8ポイント下回る8.2%で、大河ドラマ史上最低にして初の1桁となった。
スポーツニッポンによれば、インターネット上での評価は高く、最終回でも放送終了後のTwitterで国内トレンド1位を獲得するなど「熱烈に支持された」が、65歳以上の視聴者は初回から終盤にかけて半分以下にまで激減し、同時間帯の裏番組は逆に20%以上の視聴率を記録したこともあった。
視聴率の低下につながった要因として、五感生活研究所代表の山下柚実は、大河ドラマとしては異例の近現代劇、2人の主人公、「マラソンと落語」という二つのテーマによる物語の煩雑化などが考えられるとしている。スポーツニッポンは、時間軸を行き来する巧みなストーリー構成がファンを魅了したものの、その複雑さが逆に従来の大河視聴者層やライト層には敬遠される結果になったとしている。
NHKは5月9日の定例会見で上田良一会長はドラマを評価するコメントを出した。打開策について聞かれた制作責任者は「今回の大河は近代もので、ほぼ無名の人物を描いていて、挑戦的な作品。特効薬的なものがあれば、逆にお聞きしたいですが、現場でも頑張っていて、どうやればうまく分かりやすいように伝わるかなど考えています」と答えた。
一方で専門家からの評価は高く、2019年12月度ギャラクシー賞月間賞を受賞した際の選評では「日本における『スポーツ』の概念の誕生から、オリンピックを通して日本の近代史を描いた。わかりやすい『英雄』も出てこない大河ドラマとしては異色の作品だが、明治から昭和まで政治や戦争に翻弄されながらスポーツが取り巻く状況が変化していく姿は、驚くほど現代の日本が抱える諸問題とリンクしており、見応えがあった」とされている。また、本作の脚本で第12回伊丹十三賞を宮藤官九郎が受賞した理由として、「近現代を舞台にした異例の大河ドラマ『いだてん』のチャレンジングな脚本によりテレビドラマの可能性を広げた」と評されている。さらに、1年間に放送された番組で、作品の質の高さのみならず市場性・商業性にスポットをあて、「世界に見せたい日本のドラマ」のコンセプトのもと、世界水準で海外に売れる可能性の高いドラマを表彰する東京ドラマアウォード2020では、作品賞の連続ドラマ部門でグランプリに選出された。

### ロケ地

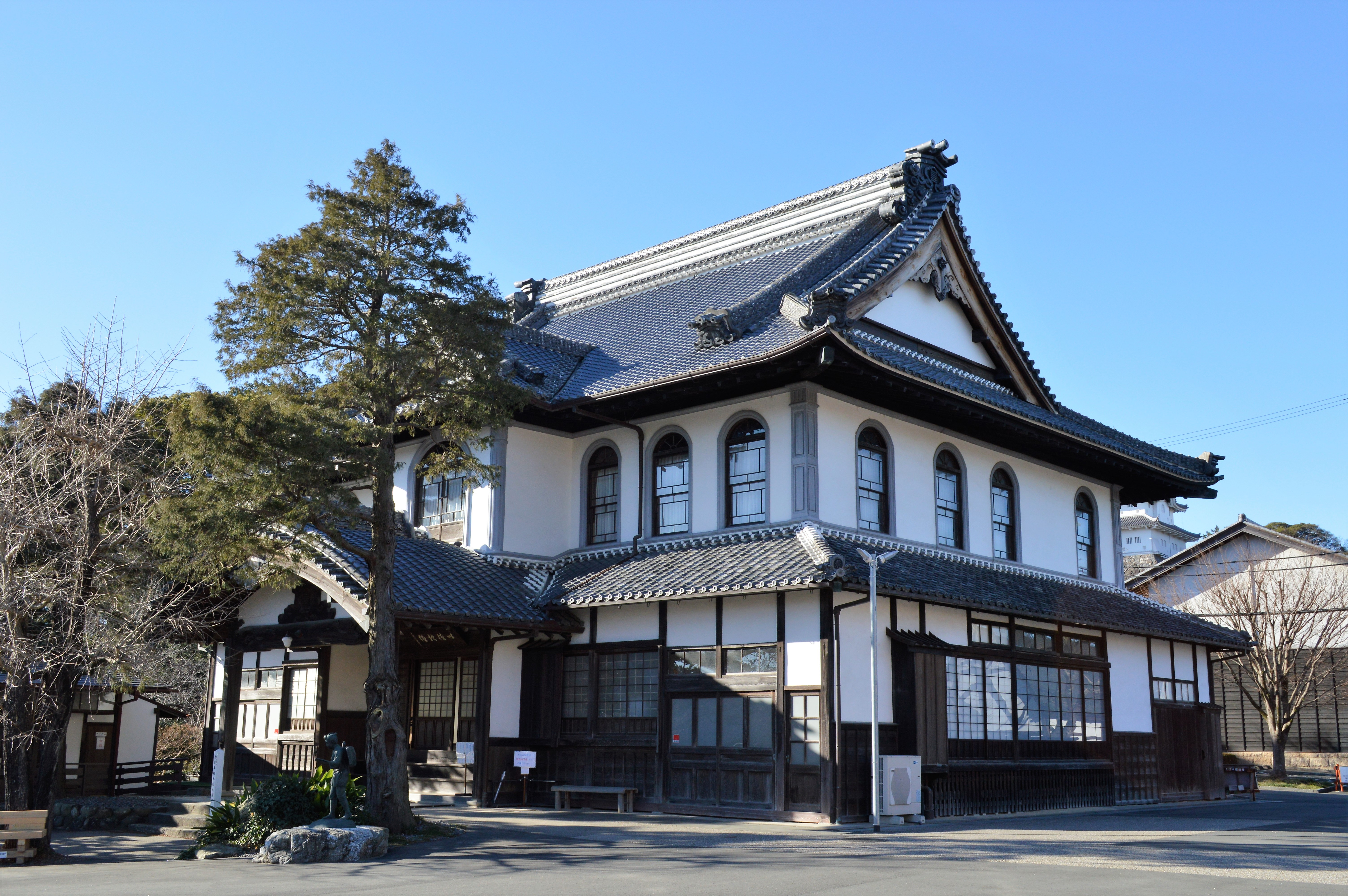
大日本報徳社大講堂（掛川市） 講道館
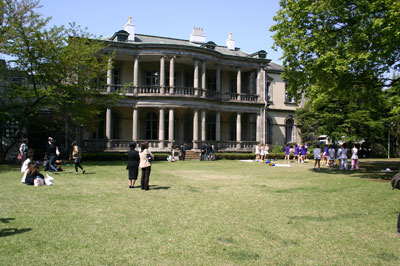
清泉女子大学・旧島津公爵邸（品川区） フランス大使館
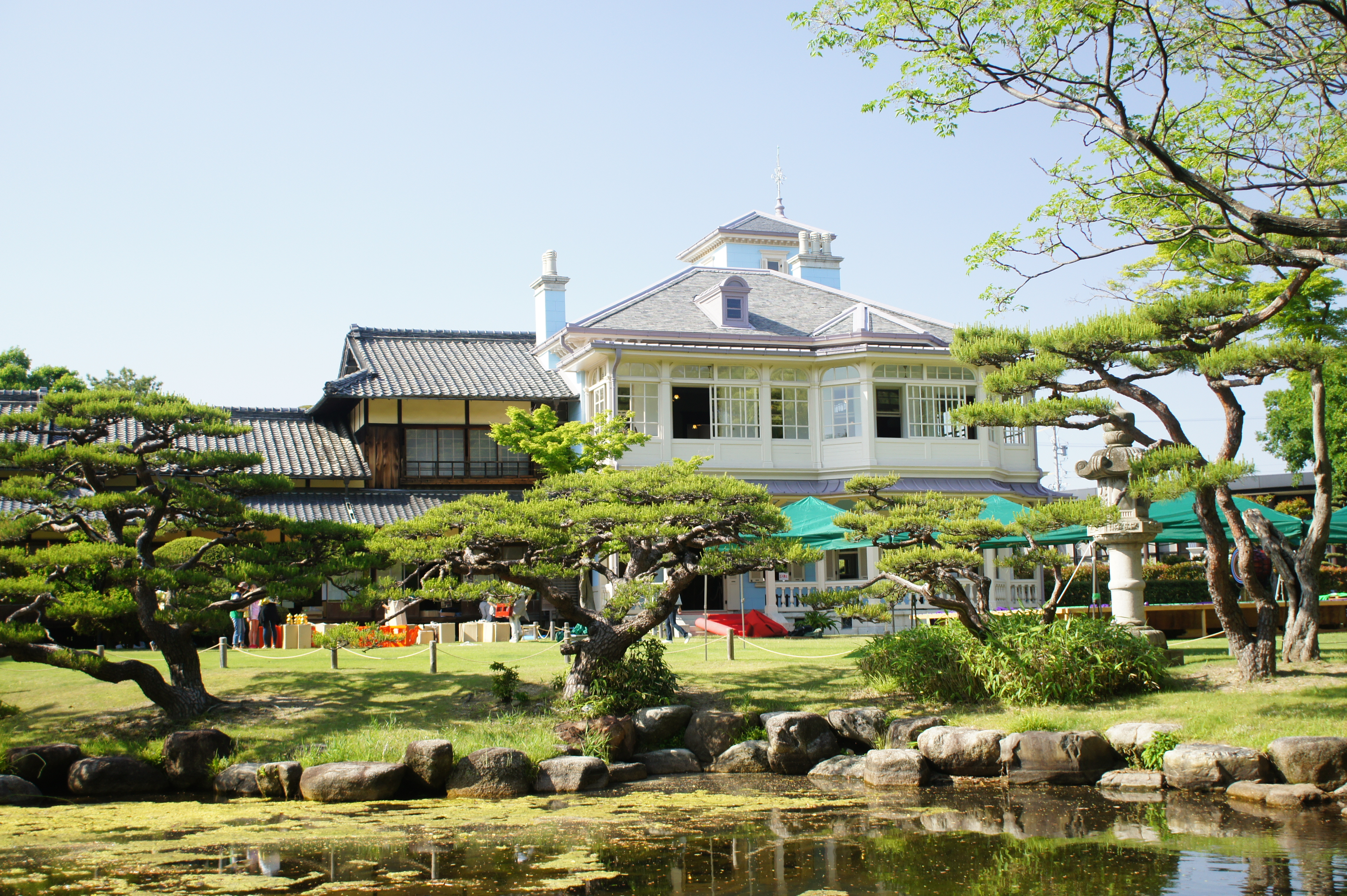
六華苑（桑名市） 三島邸
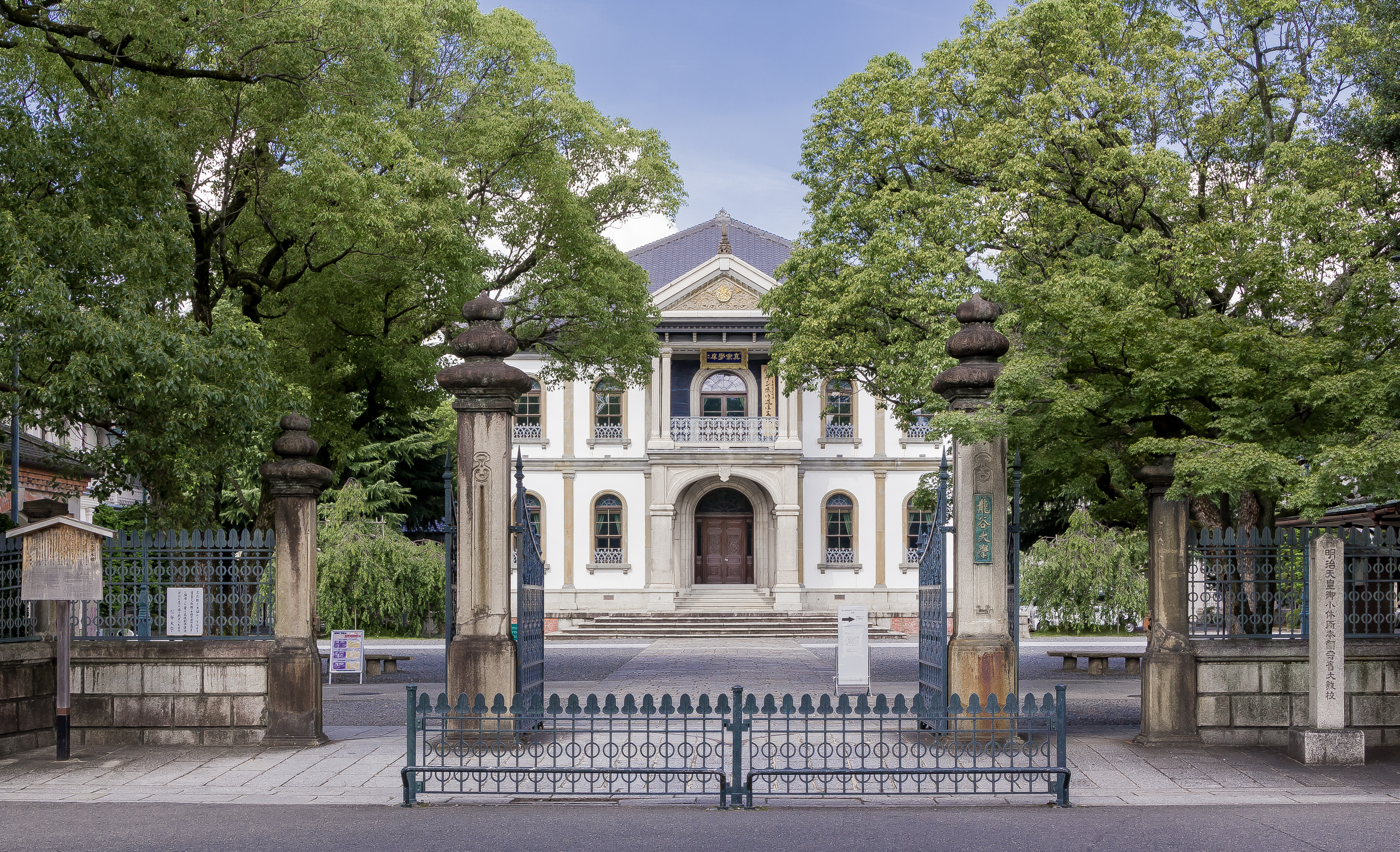
龍谷大学大宮キャンパス（京都市） 東京高等師範学校
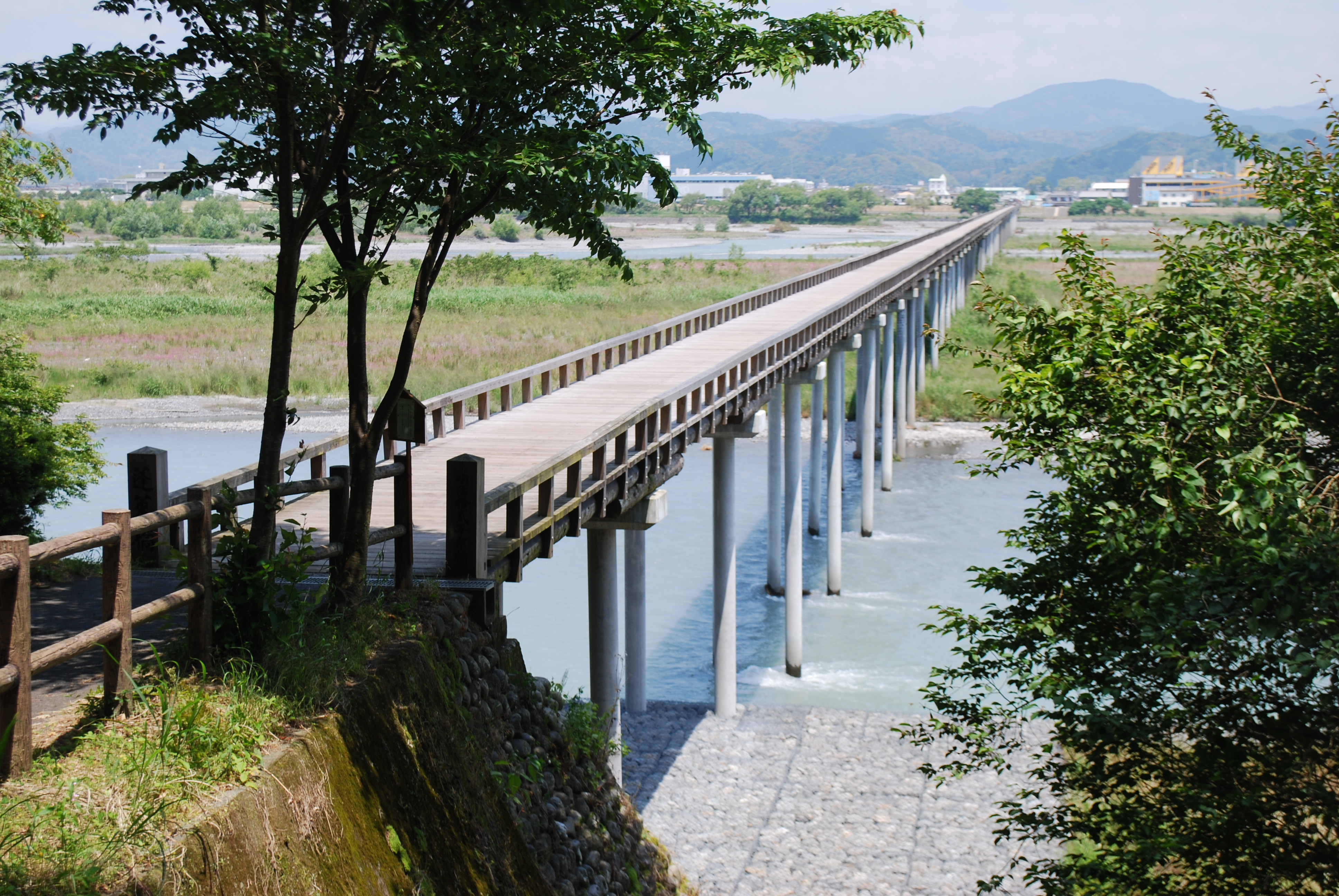
蓬萊橋（島田市） オリンピック予選マラソンコースとなった六郷橋
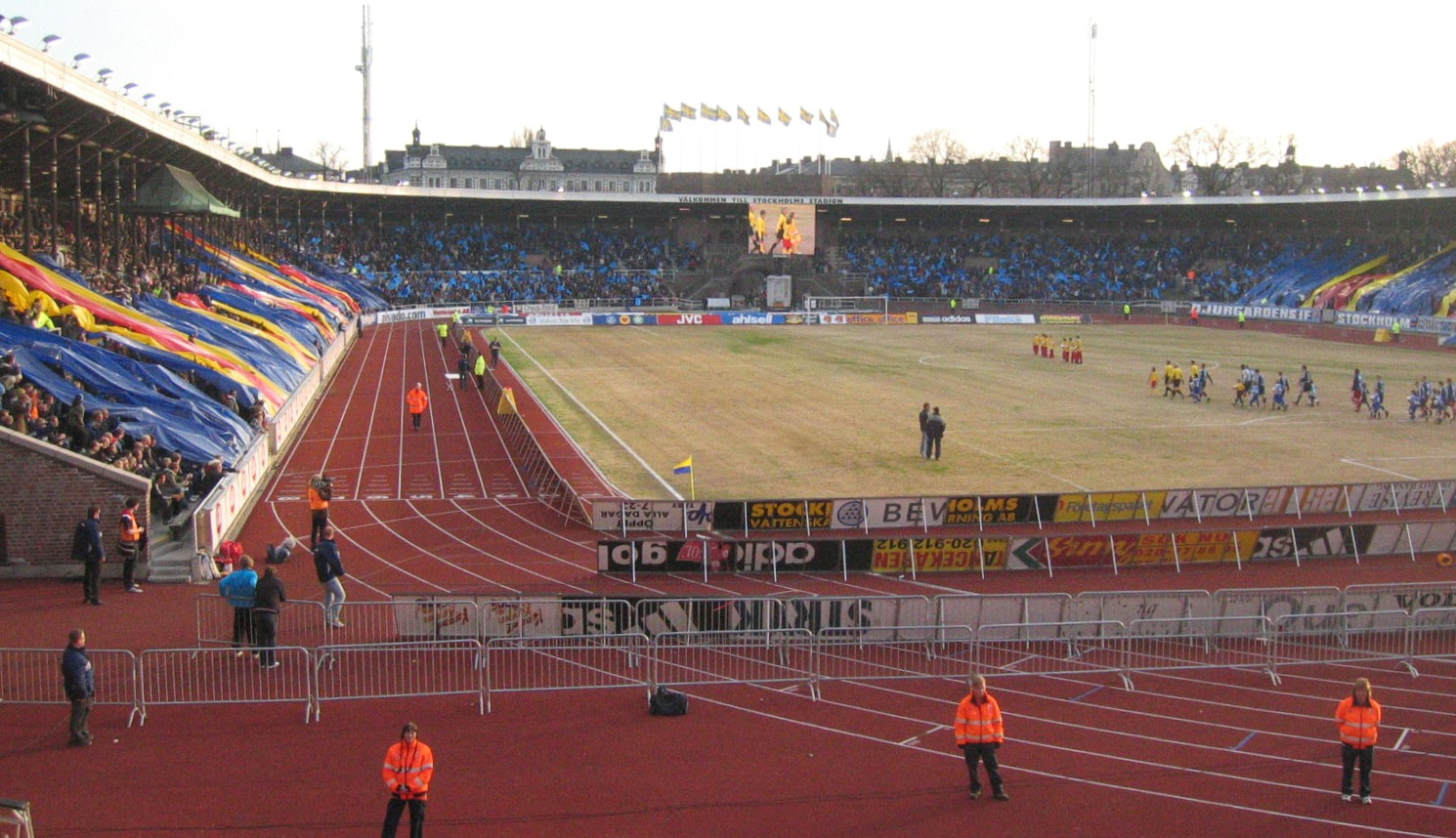
ストックホルム・スタディオン （スウェーデン・ストックホルム）
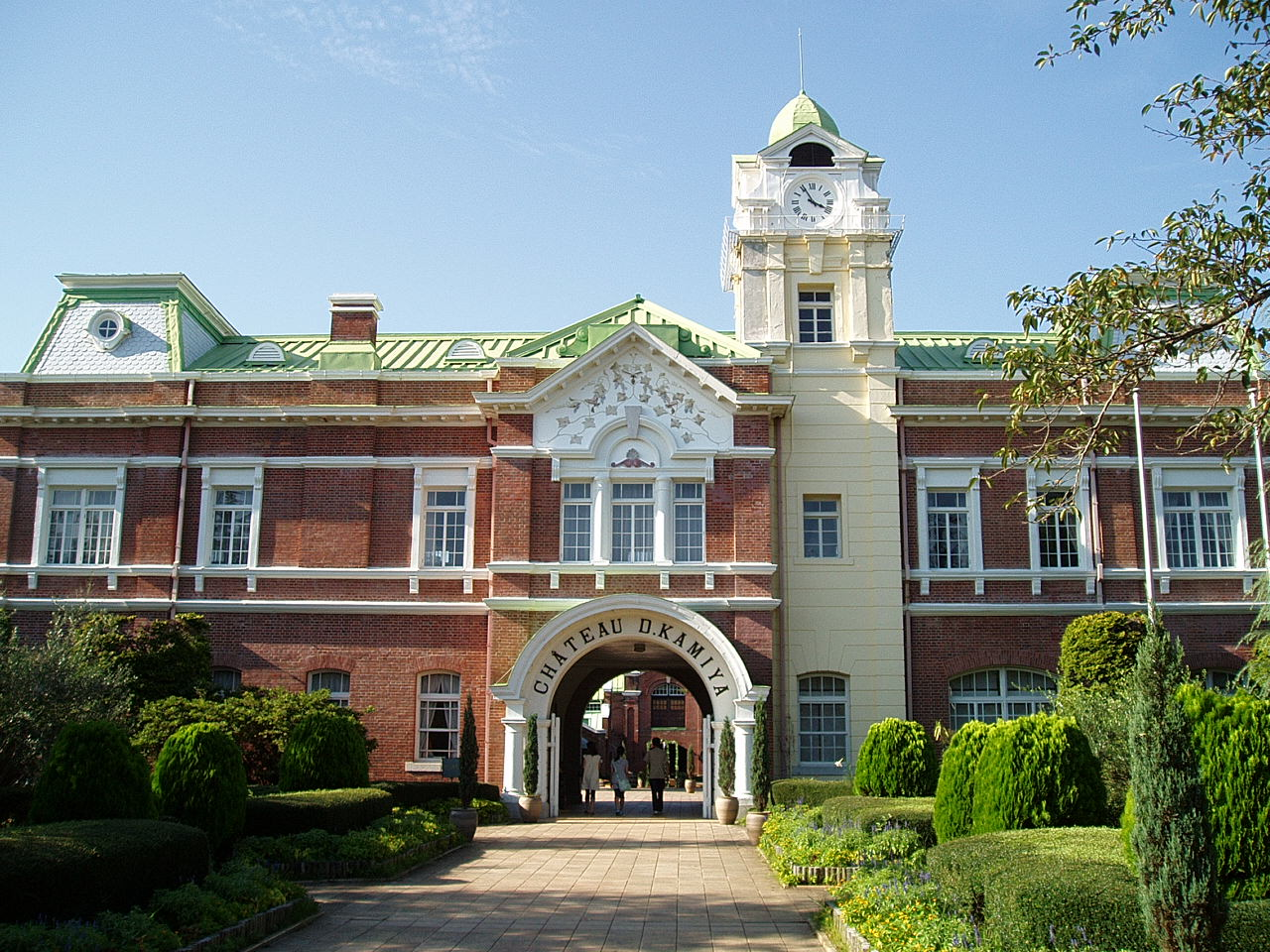
牛久シャトー（牛久市） 東京府立第二高等女学校
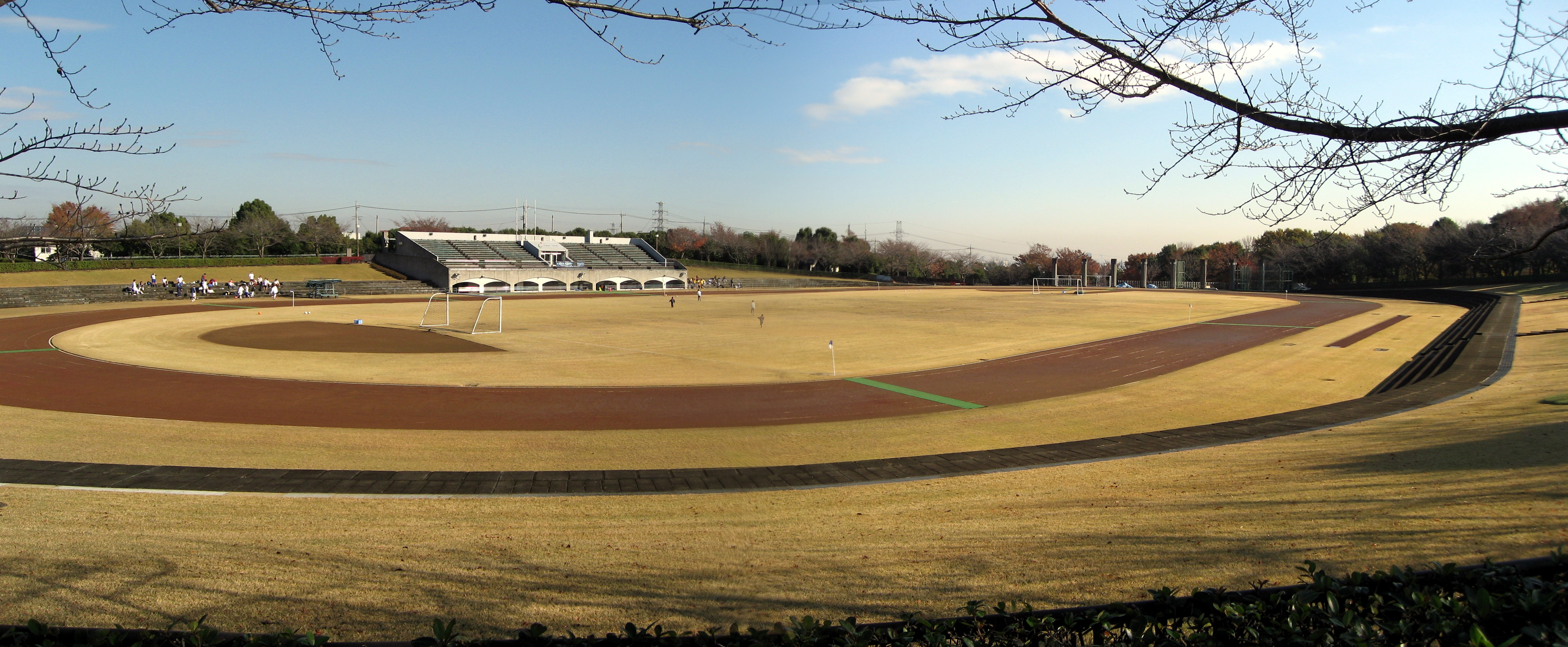
稲城中央公園総合グラウンド（稲城市） 明治神宮外苑競技場
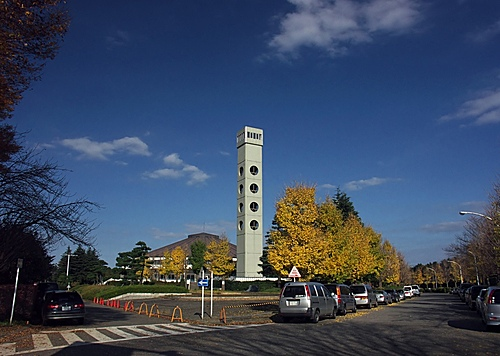
千葉県総合スポーツセンター（千葉市） 1964年東京オリンピック聖火リレー
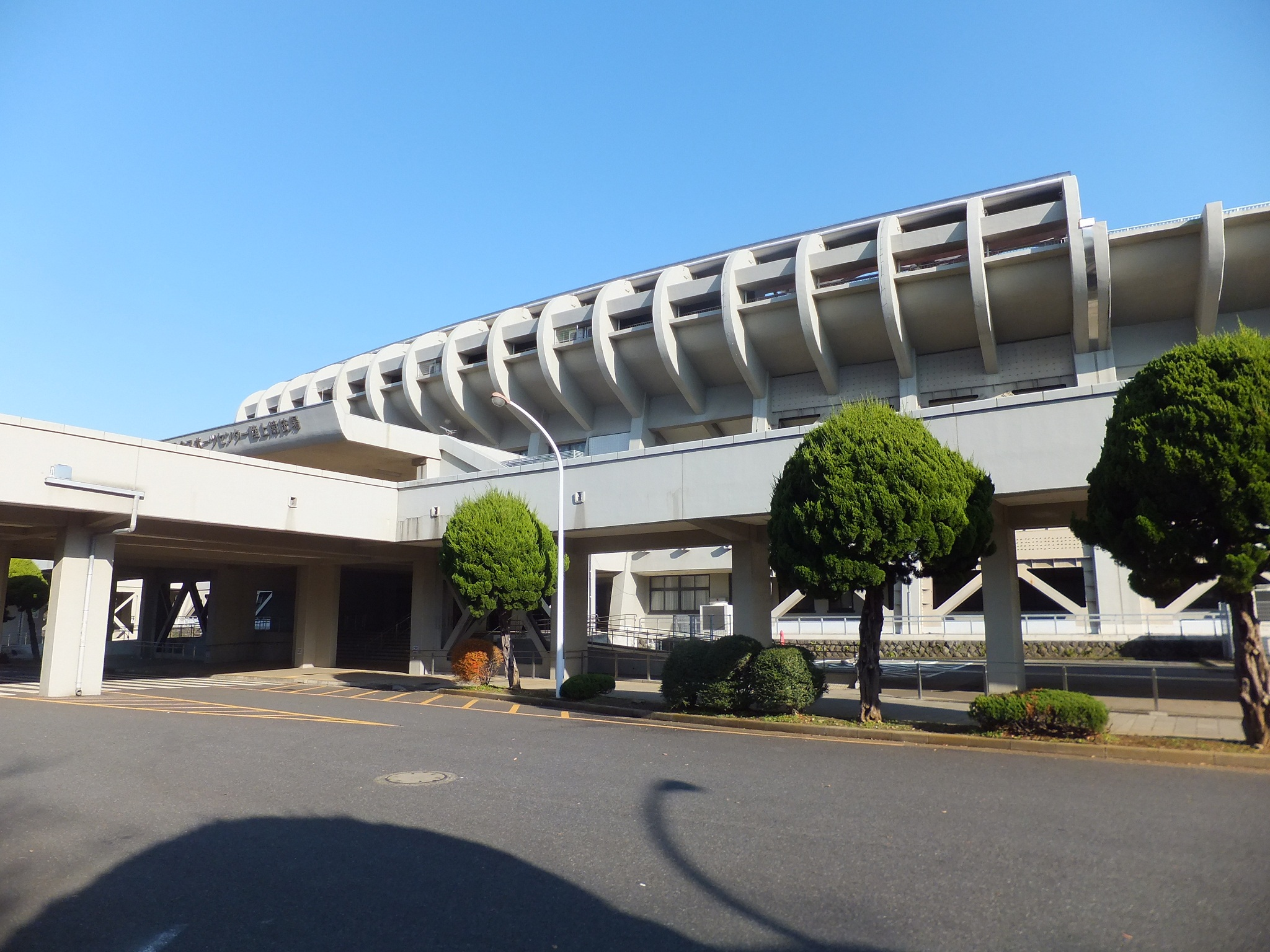
千葉県総合スポーツセンター（千葉市） 1964年東京オリンピック聖火リレー・開会式当日シーン
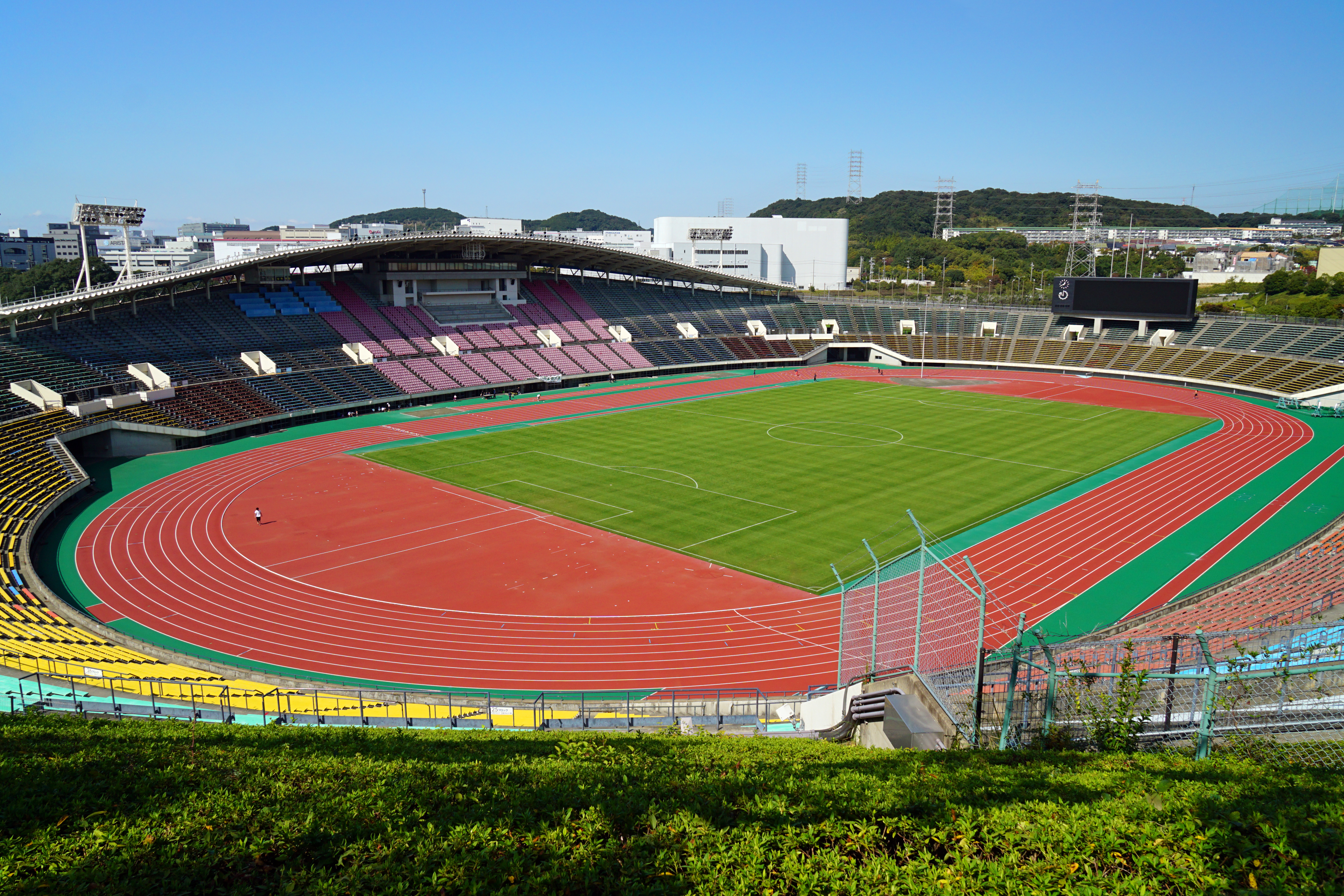
神戸総合運動公園ユニバー記念競技場（神戸市） 国立霞ヶ丘競技場陸上競技場

## あらすじ

### 第1部 金栗四三篇・前半
物語は1959年(昭和34年)、インフラ整備が進む五輪招致目前の東京の寄席で開かれた古今亭志ん生による「オリンピック初参加にまつわる噺」で始まる。遡ること50年前の1909(明治42年)年、東京。柔道の創始者・嘉納治五郎は、「スポーツ」という言葉すら知られていない時代に日本初のオリンピック選手派遣に向けて悪戦苦闘の末、選手選考会を開催する。東京高等師範学校の学生・金栗四三がマラソンで日本人初のオリンピック出場権を勝ち取る。
熊本の山間にある農村で生まれ育った四三は、憧れの嘉納治五郎が校長を務める東京高等師範学校へ進学する。ある日、街中を疾走する集団・天狗倶楽部に遭遇した四三は初めてマラソンを知り衝撃を受け、徒歩部に入部する。四三はオリンピックのマラソン選考会の参加募集を知り、優勝するために研究を重ねる。努力と研究の甲斐あって、日本では前代未聞の長距離かつ悪天候で多くの脱落者が発生するなか四三は優勝する。国の代表という重圧や旅費の自己負担などに戸惑い悩む日々を送るが、嘉納の説得、仲間たちの応援、兄・実次の尽力に助けられ、前向きに練習を重ねていく。1912年(明治45年)5月16日、四三は監督の大森兵蔵と妻の安仁子、短距離走代表の三島弥彦の3人と共に開催地であるスウェーデンのストックホルムへ出発する。100m走に臨んだ弥彦は予選敗退したものの、自己ベストを更新。400m予選では準決勝に進出するが、外国人選手との実力の差を悟り、勝利を四三に託し棄権する。長距離走に出場した四三は20位まで順位を上げていくが、猛暑により日射病を発症し、道を誤り辿り着いた民家で失神。ガイドと公使の判断で宿舎へ戻り、ゴール出来ずに終了する。
一方で、語り部である志ん生こと美濃部孝蔵の若き日々も並行して描かれる。浅草を拠点に自堕落に生きていた孝蔵は、ある日、噺家・橘家円喬の高座を目にして強く心を惹かれ、円喬の弟子となり「三遊亭朝太」の芸名を与えられる。また、1960年の志ん生の元に「志ん生の「富久」は絶品」と書かれた絵葉書を手にした青年が訪れ、五りんとして弟子入りする。

### 第1部 金栗四三篇・後半
1913年(大正2年)春、四三は、熊本の資産家でスヤの姑・池部幾江の要請で幾江の養子となりスヤと結婚するが、ベルリンオリンピック出場に向けて鍛練に打ち込むため、スヤを熊本に残して東京に戻る。しかし、第一次世界大戦の影響でベルリンオリンピックの開催中止が決定する。ショックのあまりに塞ぎ込む四三だったが、「自身が50人いたら50個メダルが取れる」という発想から、後継者の育成を目指す。その中で駅伝を思いつき、史上初の駅伝「東海道五十三次駅伝競走」、「箱根駅伝」を実現させる。1920年(大正9年)、アントワープオリンピックの開催が決定。しかしほとんどの競技で日本は惨敗し、四三も16位に終わる。浜松で暮らす少年・田畑政治は学友の内田正練が敗北したことにショックを受ける。
スヤや国民に対して面目無さを感じ、ベルリンを放浪していた四三は陸上競技を嗜む現地の女性たちと出会い、日本女子へのスポーツの普及を志す。東京府立第二高等女学校へ赴任した四三は、授業を差し置き女生徒らにスポーツを推奨して反発を受けるが、同僚教師のシマの協力もあり、生徒たちは次第にスポーツに傾倒する。嘉納が手がけた明治神宮外苑競技場が完成目前の1923年、関東大震災が発生。東京は震災で未曾有の壊滅状態となり、シマが行方不明となる。
一方、孝蔵は円喬の命で三遊亭小円朝に弟子入りしてドサ回りに同行する。しかし、小円朝と喧嘩したことで一座を追い出され、無銭飲食を働き逮捕された獄中で円喬の死を知り、悲嘆に暮れる。小円朝の計らいで釈放された孝蔵は小円朝に頭を下げ、引き続き一座に戻り精進する。「三遊亭円菊」と芸名を変え再出発し、真打に昇進した後は、友人である小梅・清さん夫婦の勧めで清水りんと結婚するが、所帯持ちになっても娯楽に興じ家に寄り付かず、挙句夜逃げを余儀なくされる。りんの愛想が尽き始めた矢先の1923年(大正12年)9月1日、2人は関東大震災に被災する。その際、りんを守った孝蔵はりんから第1子懐妊の報告を受ける。
自身の無事を伝えるため、四三は熊本に帰省するが幾江の叱責と実次の格言から被災者に食料を届けることを思い立ち、大量の食料とスヤを連れて東京に戻る。四三は本来の韋駄天のように食料を背負い人々に届け走り回るうちに、被災者のために運動会を望むようになり、体育関係者やシマの夫・増野などの賛同のもと、避難所として解放していた神宮外苑競技場で開催される。運動会には老若男女多くの人々が参加し、富江、シマが陸上の世界へ誘い続けた人見絹枝、弥彦らも参戦して場を盛り上げる。また、競技が出来ない被災者のため孝蔵が会場で寄席を披露し人々を笑顔にする。そして四三も短距離走に参加、ゴールを過ぎてもなお走り続け、競技場を颯爽と駆け抜けていくのであった。

### 第2部 田畑政治篇・前半
1924年(大正13年)、田畑政治は朝日新聞社の採用試験を受ける。面接で好きなスポーツを聞かれた際、水泳について熱弁し面接官の緒方竹虎と社長を困らせる。水泳に情熱を注いでいながら政治部を希望した田畑は、社長の鶴の一声で採用されることになる。
一方、1924年パリオリンピックの予選会で伴走者として母校のランナーを鼓舞するうちに1着でゴールしてしまった金栗四三は、3度目のオリンピック代表に選出されるも、意識を失い途中棄権となり、結果報告会で正式に現役引退を表明する。体協の陸上びいきに業を煮やした田畑は、松沢一鶴らとともに大日本水上競技連盟（水連）を結成。1928年アムステルダムオリンピックが近づく中、田畑は体協に多数の水泳選手の派遣を求め、体協会長の岸清一から「金さえあれば連れて行く」と返されたことで、大蔵大臣の高橋是清に直談判し、国にオリンピック特別予算を出させることに成功する。結果、鶴田義行が金メダル、高石勝男が銀メダルと銅メダルを獲得する。また、日本人女性初のオリンピック選手である人見絹枝が銀メダルを獲得、水泳界では前畑秀子が頭角を現し始める。
満州事変、五・一五事件などの勃発により暗澹とする世情のなか、東京市長・永田秀次郎は紀元二千六百年記念行事と関東大震災復興記念事業の一環として、オリンピックの招致に乗り出す。田畑は政界へ転じる同僚の河野一郎から日本スポーツ界の将来を託され、前畑、小池礼三、宮崎康二、大横田勉など若手の育成に力を入れる。1932年(昭和7年)、田畑はロサンゼルスオリンピック水泳チームの総監督として渡米するが、全種目制覇のために人情を切り捨てて選考を行う姿勢に松沢は反発する。若手に抜かれ戦力外が明白ながらも、チームの精神的支柱として同行する「ノンプレイングキャプテン」の立場を命じられた高石も、苛立ちを募らせていく。しかし、「新聞の一面に金メダル大量獲得の記事を載せ、日本を明るくしたい」という田畑の希望を知った2人は協力的に変わり、日本水泳チームは多くのメダルを獲得する。
帰国後、田畑は同僚の酒井菊枝と結婚、1940年開催のオリンピック東京招致の実行委員に着任する。国際政情から東京の不利は否めず、嘉納は有力候補地であるイタリアの独裁者・ムッソリーニに権利を譲ってもらうように直談判することを決める。IOC委員・副島道正と杉村陽太郎の交渉によりムッソリーニから承諾を得るものの、IOC委員長・ラトゥールらから「オリンピックに政治を介入させた」と顰蹙を買い、選挙は延期となる。嘉納はラトゥールを日本に招待し、直接アピールと謝罪、田畑は二・二六事件直後の戒厳下の東京にてラトゥールを案内する。こうして招致委員会の努力は実り、東京が次期オリンピック開催地に決定。しかし、田畑は河野の推測とラトゥールの忠告から、この結果はヒトラーによる水面下での圧力によるものと悟る。かつて高橋是清から資金を引き出す方便として「オリンピックの政治利用」を何の気なしに訴えた田畑は、ナチス党のプロパガンダ手段と化したベルリンオリンピックを見て愕然とする。そんな異様な雰囲気のなか、前畑は国民の声援を背負い金メダルを獲得する。
一方、池部家が営む庄屋で番頭を務めていた四三は、マラソン選手を志す青年・小松勝の訪問を受け、走ることへの情熱を取り戻す。嘉納から東京オリンピック招致への協力を依頼された四三は、勝をオリンピックに出場させるべく、十余年ぶりに上京。勝は播磨屋のお針子見習いとして働くシマの娘・増野りくと恋に落ち結婚、長男・金治が誕生する。
孝蔵は師匠の着物を質に出して破門され、食うに困るほどの貧困に陥る。ある日、兄弟弟子の万朝が孝蔵の復帰を信じて羽織を質流れから守っていることを知る。孝蔵は万朝の協力で師匠と和解し「柳家甚語楼」として復帰する。やがて宴席での高座やラジオ出演によって生活を立て直した孝蔵は、二・二六事件が勃発した日、ナメクジ長屋を後にする。
東京オリンピック開催計画の会議には軍部も同席し、プロパガンダ手段にオリンピックを利用しようと画策する。オリンピックの本来の趣旨から外れて行くことから田畑や副島は開催返上を嘉納に提案するが、選手らの気持ちに寄り添う嘉納は頑なに東京開催にこだわる。しかし、1938年(昭和13年)、エジプトのカイロで行われたIOC会議からの帰路、氷川丸の船内で嘉納は肺炎に罹患し急逝。嘉納の最期を看取った平沢和重から遺品であるストップウォッチを受け取った田畑は、嘉納の遺志を受け継ぎオリンピックの開催を進めようとするが、副島の独断で開催は返上される。返上が決定しても、次のオリンピックに向けて練習を続ける勝の元にも召集令状が届く。1943年、オリンピックのために作られた神宮外苑競技場は皮肉にも出陣学徒壮行会場に使用される。同競技場でゴールテープを切る勝を夢見ていた四三は、行進する勝を見送り複雑な思いで万歳三唱する。田畑はオリンピックを返上したことを激しく後悔し、東京でオリンピックを開催させてみせると誓う。
孝蔵は「古今亭志ん生」を襲名し、1945年(昭和20年)に後輩の三遊亭圓生たちと共に慰問団の一人として満州へと旅立つ。8月15日、日本は敗戦し、満州は混乱の一途を辿る事になる。志ん生と圓生は中国人たちに殺されかけるが勝に助けられ、以降行動を共にするようになる。恐怖から孝蔵はアルコール中毒になって死のうとしたが、圓生の助けで死を免れる。二人は残った日本人を相手に落語会を開催。圓生は「居残り佐平次」を、孝蔵は「富久」を演じる。その「富久」は勝の提案を受け入れ、「久蔵が走る場所を浅草から芝に」アレンジしたものだった。勝は「富久」を聞いて外を走りたくなり、屋外へ出て妻のりく宛の葉書に「志ん生の「富久」は絶品」と書き足してポストへ入れた瞬間にソ連兵に遭遇し、銃殺される。孝蔵たちは1947年に命からがら帰国、寄席の高座へと復帰し万雷の拍手で迎えられる。1961年の暮れに脳梗塞で倒れた志ん生は、病床で小松勝の息子である五りんに満州での思い出を語る。

### 第2部 田畑政治篇・後半
1959年(昭和34年)、田畑政治、東龍太郎らは1964年のオリンピックを東京に招致するべくIOC総会に向けて準備を進めていたが、スピーチをする予定だった北原秀雄が足を負傷したため、北原は元外交官でNHK解説委員になっていた平沢和重を推薦する。平沢も1964年(昭和39年)での開催は時期尚早だとして、なかなか首を縦に振らない。なぜそこまでオリンピックに魅せられるのかと平沢に尋ねられたことから田畑は敗戦後からの歩みを語ることになる。
1945年(昭和20年)9月、田畑は敗戦国となった日本のためにオリンピックを東京に呼ぶことを決意する。1948年(昭和23年)、ロンドンにて12年ぶりにオリンピックか開催されることになるが、日本はアメリカの占領下にあったため参加を認められなかった。そこで田畑は神宮プールを使い「裏オリンピック」と称してオリンピックの水泳競技と同じ日程で日本選手権を開く。この大会で古橋広之進がオリンピックの優勝タイムを超える記録を出して、日本人の若者たちを鼓舞した。1951年、サンフランシスコ講和条約によって日本の独立が認められ、翌年のヘルシンキオリンピックに参加。それから田畑は1960年のオリンピックを東京で開催するべく招致活動に励むが、結果はローマの圧勝で惨敗となった。それでも、田畑はすぐに1964年のオリンピックを招致させるべく奔走。神宮競技場は老朽化していたためこれを壊し、国立競技場として生まれ変わらせた。
田畑のオリンピックへの思いを聞き、嘉納治五郎の言葉を思い返した平沢は最終スピーチの役目を引き受ける。そしてそのスピーチが東京オリンピック開催を決定づけたのであった。
田畑の奔走により1964年10月10日、東京オリンピックが開催される。大松監督率いる女子バレーボールをはじめ、日本選手団は多くのメダルを獲得。閉会式は各国選手団が入り乱れて入場する様子が世界で賞賛された。
オリンピックから3年後、四三のもとにストックホルムから招待状が届く。1967年(昭和42年)3月、四三は妻のスヤとともにストックホルムオリンピック開催55周年記念式典に出席。四三は競技場をゆっくり走りゴールし、54年8か月6日5時間32分20秒3という記録でようやくマラソン競技を終えたのだった。

## 登場人物

### 主人公
金栗四三（かなくり しそう）
演：六代目中村勘九郎（幼少期：久野倫太郎 / 船元大馳朗）
第一部の主人公。日本人初のオリンピック選手となった「日本のマラソンの父」。実践と検証を重ねる実直な性格で、競技の分析ノートや旅行日記などを詳細に記録する。また中学校で教えられて以来、体質改善になると信じて、裸で頭から冷水を浴びるのを日課としている。嘉納が強く探し求める陸上競技オリンピック選手候補として現れたため、嘉納に韋駄天とあだ名される。
驚いた際に「ばばっ」もしくは「ばばばばばー」と声を上げる癖がある。ひどい音痴だが、四三本人は克服したつもりでいる。
明治24年、熊本県玉名郡春富村に生まれる。「四三」という名前は、生誕時に父・信彦が43歳だったことに因む。幼少期は体が弱かったが、独自の呼吸法と共に往復12キロメートルの通学路を走るいだてん通学により虚弱体質を克服。成績が良かったため、兄・実次の勧めで玉名中学校に入学。その後、海軍兵学校に入学を希望するが視力検査で不合格。幼い頃に見た嘉納が学長を務める東京高等師範学校・地理歴史科に進学、上京する。
東京での慣れない生活に疲弊していく中で、偶然にも浅草でマラソンと出会い心奪われる。高師のマラソン大会で予科生ながら3位に入賞し、表彰式で初めて嘉納に声を掛けられた。1位を目指すべく徒歩部に入部し、偶然通りかかった播磨屋で足袋を買い着用する。「脂抜き走法」強行し体調を崩したことから「自然ニ従へ」の教訓を得て、羽田で行われたストックホルム五輪の予選会に出場。マラソンで世界記録を塗り替えて優勝するとともに、オリンピック代表選手に内定する。
ストックホルムでは、世界記録保持者として注目を浴びる一方で数々のアクシデントに見舞われコンディションの調整に難航する。マラソン競技本番では、レース中にコースを誤った先で日射病で倒れ、大会本部への連絡が無いまま途中棄権となる。一時は悲しみに暮れるが、次のベルリン五輪を目指して再び走り始める。
帰国後、跡取りを失った池部家の養子となり、幼馴染のスヤと結婚。このため本名は池部四三となるが、そのまま金栗姓を名乗っている。
高師卒業後は同校研究科に籍を置き、播磨屋に居候しトレーニングを重ねるが目標としていたベルリン五輪が第一次世界大戦の拡大により開催中止となり、一時は意気消沈する。しかし、妻スヤの励ましにより自身の後継者の育成という新たな目標を見つけ、神奈川師範の地理教師を勤める傍らマラソンの指導に当たる。嘉納らと協力し、史上初の駅伝となる「東海道五十三次駅伝競走」を企画。その後も極東選手権や東西対抗戦、富士登山競争などマラソン競技を次々と企画、走り続け、スヤが長男の正明を産んだ際も帰省せず、下関・東京間を走破する。
アントワープ五輪の開催が決定すると、マラソン競技の予選も兼ねて箱根駅伝を企画し運営。その後、マラソンの他にも水泳などの選手たちとともにオリンピックに出場するも、ベルリン五輪中止以来の無理がたたり、結果は16位。金メダルを取ることが出来なかった悔しさから、ベルリンを放浪する。その最中に、戦争で夫を失い悲しみを抱えながら槍投げをする女性たちに出会い、日本でも女子スポーツを普及させることが必要と考える。
大正10年（1921年）、地理歴史科の教諭として東京府立第二高等女学校（通称・竹早）に赴任。竹早ではスポーツの魅力を女子生徒たちに伝えるため奮闘。当初は疎まれるも、村田富江らに槍投げをしてもらったことをきっかけに、竹早にスポーツを根付かせることに成功する。
関東大震災の発生時には、神宮競技場の下見に行っていたため無事だった。一時は熊本に帰郷するも幾江に活を入れられて東京に戻り、被災地を走り回って救援物資を届ける役目を果たす。また、被災者のために復興大運動会の開催を立案し、選手としても参加した。
パリ五輪の予選会では選手の伴走者として参加していたが、意図せず１着でゴールしてしまい出場することになる。大会では酷暑に勝てず、32km地点で棄権した。
震災から5年後に兄・実次が死去。その際、幾江の老け込んだ様子を見て、陸上を引退し帰郷することを決意する。一旦は廻船問屋の旦那として熊本に落ち着くが、ロサンゼルス五輪での日本選手団の活躍や小松勝との出会いによってマラソンへの思いが再燃。折しも、昭和15年（1940年）の東京五輪で聖火ランナーを務めるよう嘉納に依頼されたことや、勝をオリンピック選手に育てるという意欲から再度上京を果たす。だが、戦争の激化により東京五輪は中止となった。出征した勝との再会もかなわぬまま、終戦を迎える。
昭和39年（1964年）の東京五輪開催が決まると、戦前にかなわなかった嘉納との約束を果たすべく上京する。聖火ランナーの最終ランナーとなることを目指し、足袋姿で東京中を走りトレーニングする姿は志ん生や田畑らにも目撃されている。
田畑の判断によって最終ランナーが坂井義則に決定したことでショックを受けるが、役目を務めあげた坂井を見て「やっぱり坂井君が最終ランナーでよかった」と自分の気持ちに決着をつけた。
東京五輪の終了から3年後、IOCからエアメールが届き、ストックホルムで競技中に行方不明のままであることから完走するよう求められる内容であったため、妻のスヤとともに再びスウェーデンのストックホルムへ。「54年8か月6日5時間32分20秒3」という記録でゴールを果たした。1983年（昭和58年）、92歳でその生涯を閉じる。
田畑政治（たばた まさじ）
演：阿部サダヲ（少年期：山時聡真 / 青年期：原勇弥）
第二部の主人公。日本水泳連盟会長および日本オリンピック委員会委員長を歴任することとなる人物。幼少時より、家族や親しい人々にはまーちゃんと呼ばれている。また、水泳への熱狂ぶりから体育関係者などから「河童」と称される。
渋滞中に待ちきれず外へ飛び出すなどせっかちであり、考えるより先に口や体が動くタイプ。嘉納からは「口が韋駄天」と評された。「アレをナニする」「違う！そう！」「じゃんね〜」が口癖。
喫煙者（ヘビースモーカー）でありイライラしている時に煙草を逆向きに吸って火傷しそうになり、熱がるという癖がある。
浜松で造り酒屋「八百庄」を営む資産家の次男として生まれる。少年期、近所の寄席小屋である「勝鬨亭」でお茶子をしていた際に孝蔵と出会い、孝蔵の高座を「面白くない」と評する。同時期、大病を患ったことを機に水泳を禁じられるが浜名湾游泳協会を結成し、オリンピックに出場する選手の応援や泳ぎの研究に没頭していく。
東京帝国大学卒業後の大正13年（1924年）、朝日新聞社に就職し政治部記者に配属される。政治部であるにも関わらず運動部の記事に口を出すため、尾高や河野からはよく思われていない。改元直前にマリーから「30歳で死ぬ」と予言され、生き急ぐように水泳への情熱を燃やすことになる。
大日本体育協会に対抗し大日本水上競技連盟を創立。水泳選手の強化に向けて母校の帝大や神宮競技場敷地内に温水プールを設置し、日米対抗戦を開催し勝利。また水泳選手派遣増員のため高橋是清に直談判し資金を調達するなど奔走する。
水泳日本代表の総監督として1932年ロサンゼルス五輪に同行し、「一種目モ失フナ」というスローガンを掲げて選手たちを導く。メダルを獲るために若い選手を重用し、高石や鶴田を「ノンプレイングキャプテン」「練習台」と呼んで反感を買うが、それは全て日本の世情の暗さを一掃するための行動だった。しかし、自身が振る舞った牛鍋が原因で大横田が体調を崩したため、全種目制覇は達成できなかった。結果として日本水泳チームは400m自由形を除いた全ての種目で金メダルを獲得する。閉会セレモニーでは嘉納の企画で日本泳法を紹介することとなり、観客や選手たちの前で初めて泳ぎを披露した。
帰国後、速記係の酒井に惹かれ、酒井がかつて顔も見ずに断った見合い相手だと知って即座にプロポーズし結婚する。
その後、岸の死をきっかけに体協理事となり1940年東京五輪の招致活動に邁進。嘉納の「極論」に振り回されながらも、杉村や副島と協力し合い、東京招致に成功する。
1936年のベルリン五輪にも水泳総監督として同行し、ドイツ国民一体となった絢爛豪華な大会に圧倒されつつも、オリンピックがプロパガンダとして利用されていることや、選手はじめ大会スタッフの誰もがヒトラーをもてはやす空気に違和感と憤りを感じる。
二・二六事件を皮切りに日本の情勢が悪化していく中で大会の開催に疑問を抱き、大会返上を巡って嘉納と対立する。氷川丸の船内で客死した嘉納からストップウォッチを託され、開催遂行を誓う。東京大会は返上となるが、太平洋戦争の終結後、日本体育協会を復興し日本が参加できなかったロンドン五輪に対抗して、「裏オリンピック」を開催する。
フィリピンでの反日感情に触れたことで、「アジアでひどいことをしてきたからこそ、日本人が一番面白いことをしなければいけない」との考えを抱くに至る。
1959年に東京への五輪招致が成功すると、組織委員会の事務総長に就任。ロサンゼルスの選手村で得た経験と、ベルリンでは政治に翻弄される大会の姿を目の当たりにしたことから「スタジアムと選手村は聖域」という思想を掲げ、池田首相に直談判して代々木への選手村建設を決定させるなど手腕を発揮するが、政治の介入を嫌い、ことあるごとに川島正次郎と対立する。1962年アジア競技大会参加問題で事務総長を解任された。
失意の底に沈むもオリンピックへの情熱を捨てきれず、自宅で「裏組織委員会」を開いては様々なアイデアを出し、岩田たちがそれを実行する形でオリンピックに協力し続ける。
1964年、晴れて東京オリンピックが開催されると世界に誇れるオリンピックを出来た事を嘉納に胸を張って報告した。その後も、日本水泳界の指導者として活動を続ける。1984年（昭和59年）、85歳で死去した。

### 東京高等師範学校・大日本体育協会・日本体育協会・IOC日本代表
東京高等師範学校は「東京高師」、大日本体育協会は「体協」と省略される場面が多い。大日本体育協会は東京高師とは別組織だが校内に協会が設置され、協会理事も同校の教員らが名を連ねる。会長が岸清一に交代後、体協本部は岸の自宅に移り、その後岸の弁護士事務所内に再移転している。戦後は「日本体育協会」と名を改める。

#### 体協役員と関係者たち
嘉納治五郎（かのう じごろう）
演：役所広司
東京高師校長。柔道の創始者。大日本体育協会初代理事長。日本初のIOC委員。
第1回のキーパーソンであり、“平和の祭典”であるオリンピックの精神に惹かれて日本のオリンピック初参加を実現するため、奮闘する。
オリンピック予選会においてマラソンで優勝した四三と短距離走で優秀な成績を収めた弥彦を選手としてストックホルムに送ることを決める。しかし国からの援助はなく、予選会開催のために多くの借金を重ねた上に、辛亥革命に巻き込まれた清国留学生を救うべく莫大な借金をし、資金が不足。四三と弥彦に自費での出場を提案し、丸め込むような形で説得する。
ストックホルムへの出発の際は、政府の役人であるがゆえに手続きが煩雑となり四三らより出発が遅れる。ストックホルムから帰国後、大日本体育協会に多額な負債を負わせたことを理由に永井らから更迭を言い渡される（ただし、大日本体育協会の会長職には1921年まで留まっている。）。
ベルリン五輪の中止後、四三が東海道五十三次駅伝競争を企画すると、その姿に触発され、自身も神宮外苑に競技場を建設するという夢を持ち始める。その後、1920年アントワープ五輪の前後に、永井の退任を受けて大日本体育協会の会長から退くことを表明。その後は東京でオリンピックを開催するため明治神宮外苑競技場を建設することに尽力する。関東大震災が発生し、完成間近であった競技場をバラックとして開放。競技場で復興大運動会を開催するとともに、1924年パリ五輪の選手の派遣を宣言する。
東京市長・永田の申し出をきっかけに1940年東京五輪招致に向けて活動。「ムッソリーニに直談判して開催権を譲ってもらう」という作戦を発案するが、持病の腰痛が再発したため、ムッソリーニとの会談およびIOCオスロ総会には出席できなかった。結局、「オリンピックに政治を介入させた」としてラトゥールの不興を買い、開催地選挙は延期となる。そこで関係を修復するためラトゥールに東京視察を打診し招待。二・二六事件が勃発してもなお揺らがず、ラトゥールを迎え入れて自ら謝罪し、東京五輪への思いを語る。
そして半年後のIOCベルリン総会にて自らスピーチを担当し、東京招致に成功する。この時、IOC中国代表の王が票を入れてくれたことでより一層大会開催への思いを強める。また、ベルリン五輪のスケールに圧倒され「ベルリン大会を超えるものを作らなければならない」というプレッシャーに蝕まれていく。
しかし、中国戦線の拡大により日本国内では返上論が拡大。副島や田畑からも返上するよう説得されるが、1938年のIOCカイロ総会で各国委員を説得し東京での開催を押し切ってしまう。
その帰路、「これから一番面白いことを東京でやる」と東京五輪を夢見ながら太平洋上の氷川丸の船内で肺炎を発病し、この世を去る。
1964年大会の組織委員会には一番目立つところに肖像画が飾られており、田畑はことあるごとに嘉納と「対話」することになる。
岸清一（きし せいいち）
演：岩松了
大日本体育協会2代目会長、弁護士。IOC委員を後に務める。
会計の面から体協を支え、アントワープ五輪では派遣費を体協から支弁するよう取り計らう。
マラソンや駅伝競走には興味のない素振りを見せていたが、第1回箱根駅伝を実際に観戦したことで大いに感動し、その魅力に取りつかれる。これ以降、実際の運営では現実的な策を取りつつも、スポーツの魅力に心酔し、競技を観戦し感動しては涙を流すことが多い。
関東大震災後は、自身の弁護士事務所への間借りという形で体協の本部を置き、活動を続ける。
その後、1940年東京五輪招致の話が持ち上がると、招致メンバーとしてロサンゼルス大会に赴き嘉納と共に活動を開始。ロサンゼルス大会の終了後は1940年東京五輪の実行委員会のひとりとなり、また同時期にロサンゼルス大会の結果を昭和天皇に御進講するという大役を務めるなど活躍する。
しかし程なくして体調を崩し、昭和8年（1933年）、東京五輪の実現を見ることなくこの世を去る。
大森兵蔵（おおもり ひょうぞう）
演：竹野内豊
アメリカ体育学士。ストックホルムオリンピック日本選手団監督。バレーボールとバスケットボールを日本に紹介する。
日本語の会話の中に英語を混ぜる癖があり、その度に安仁子に翻訳される。アメリカ留学中にアルバイトで安仁子のハウスボーイをしたことがきっかけで結婚に至った経緯から、オリンピックに同行出来ずに僻む可児と永井から妻の尻に敷かれていると嘲笑される。安仁子とは仲睦まじく、四三らと同席の車中でも新婚夫婦同然にふるまう。
嘉納からオリンピック選手団監督の打診をされた時には肺病を患っており、余命僅かであることが判明していた。しかし、執筆した論文「オリンピック式陸上運動競技法」から伝わる熱意と安仁子からの懇願が嘉納の心を打ち、正式に監督に任命される。しかし、ストックホルムでは練習に参加できないほど病状が悪化。一時は持ち直すものの男子100メートル走予選以降、再び病状が悪化し、それから数か月後に渡米。翌年の1月、カリフォルニアの病院で息を引き取った。享年37歳。
可児徳（かに いさお）
演：古舘寛治
東京高師助教授。徒歩部顧問。嘉納の下で大日本体育協会の立ち上げに右往左往しつつ、オリンピック初参加の準備に奔走する。
嘉納の行動に振り回されがちではあるが、協会の資金で勝手に優勝カップを作るなど時折大胆な行動に出る。また、酒に酔うと威勢が良くなる。円形デッドボール（のちのドッジボール）の日本への紹介者。
アメリカ留学後は女子高等師範学校で教鞭を執りカドリーユを普及するが、大胆でセクハラな発言を生徒らに復唱させ、シマ等女生徒たちから顰蹙を買うこととなる。
ストックホルム、アントワープ、パリ等海外の五輪へ行けずしばしば悔しがっている。
1964年の東京大会は、体協創設メンバー唯一の生存者として開会式を見届ける。
永井道明（ながい どうめい）
演：杉本哲太
東京高師教授。金栗たちの暮らす寄宿舎の舎監も務める。
日本人の体力向上を先決する考えのもと、肋木と共にスウェーデン体操を体育に取り入れた日本スポーツ界のパイオニアの一人。頑固で融通が利かない性格で、嘉納と対立する場面も少なくない。学生には厳しくも愛をもって接しており、マラソンにおいて学生の体調や命を第一とする言動を取っている。
嘉納から日本初となるオリンピック参加についての相談を受けた際には「ドランドの悲劇」を引き合いに出し、国の命運を選手に託し、人命よりも勝利にこだわる大会と見解し不愉快と感じたことと、肉体的に未熟な日本人にとって無理があると考え反対する。しかし、オリンピック予選会の後から大日本体育協会の活動に本格的に参加。四三のオリンピック出場に向けて積極的に関わり始める。
ストックホルム大会後は、四三らの惨敗を受けて再び日本人の体力向上を目指す方向へ舵を切り、「学校体操教授要目」をまとめる。また嘉納が不在の間に新たな人材を大日本体育協会に登用、財政や態勢の立て直しを図る。しかし、イギリス留学を終えた二階堂トクヨに自身の方針を否定され、今まで提唱してきた肋木とスウェーデン体操が時代遅れであることを痛感。また自分の考えを曲げることも己の美学に反するとの思いから、アントワープオリンピックの直前に大日本体育協会の理事職を退くことを決める。二階堂や野口源三郎に日本スポーツの未来を託し、体協を去る。
その後は竹早でテニスを教えたり、復興大運動会で審判を務めた。
野口源三郎（のぐち げんざぶろう）
演：永山絢斗
東京高師の学生。四三の徒歩部の後輩。(実際には野口は四三よりも3歳上であった。)
四三と共にオリンピック予選会に出場。マラソンの途中で蒸しパンを無銭飲食しつつ、4位という好成績を収める。
オリンピックから四三が帰ってきたのちは、四三の持ち帰った槍や砲丸に興味を示す。
高師の卒業後は体協の活動に参加し、四三のマラソン競技の企画を補佐する。その後のアントワープ五輪では、日本選手団の主将を務めるとともに十種競技に出場し、最下位の結果に終わる。帰国後の報告会では、全ての種目をやりきったので悔いはないと語り、また他の競技の結果報告を務め上げ、記者からの非難の矢面に立つ。1924年パリオリンピックの結果報告会で田畑らに体協の陸上びいきを指摘され、大会での惨敗の責任を取って体協理事を退任する。
1928年（昭和3年）のアムステルダム五輪には陸上競技の選出役員として同行。人見絹枝の必死の嘆願に折れて800m走のエントリーを許可し、走り方をアドバイスする。
大森安仁子（おおもり アニコ）
演：シャーロット・ケイト・フォックス
大森兵蔵の妻。
アメリカ人であるが、日本語が堪能で兵蔵が無意識に発する英語を即座に日本語訳することもしばしば。笑い上戸な性格で、それゆえに周囲を困惑させることもある。
オリンピック出発1か月前より出場選手らへの英会話と西洋式テーブルマナーの指南役となる。四三の名が「43」の意味であると知ると、彼の事を「fortythree(フォーティスリー）」と呼ぶ。
余命僅かである兵蔵のオリンピック選手団監督としての同行を嘉納に直談判。熱意が伝わり、監督に着任した兵蔵の付き添いで自身もストックホルムへ同行することとなる。シベリア鉄道内での料理や、記録撮影なども手掛けるが、病に伏せる兵蔵の看病に時間を割かれることが多い。
ストックホルム大会が終わったのちの大正2年3月、自身が描いた兵蔵の肖像画を携えて嘉納とともに帰国。その後も日本に留まる。関東大震災後の復興大運動会で四三らのもとを訪れた際には、児童福祉施設を運営していた。
二階堂トクヨ（にかいどう トクヨ）
演：寺島しのぶ
東京女子高等師範学校助教授。永井道明の弟子。
はっきりとした物言いをし、意志の強い性格。永井と同様に、ストックホルムオリンピックの日本選手惨敗やマラソン競技に対して厳しい見解を示す。
文部省の要請を受けて、大正元年11月にイギリス留学に旅立つ。帰国後は健やかな子を産む女子のための独自の体育を追及。従来の着物を否定し生徒たちにチュニックの着用を提唱したり、メイポールダンスを授業に導入したりして、師の永井と対立。肋木とスウェーデン体操は古いと言い放ち袂を分かつ。
野口源三郎に好意を抱いていたが、野口に妻子がいることを知り落胆。女子体育の育成に生涯をかけるため、頭を剃りカツラを被るという形で覚悟を決め、二階堂体操塾（後の日本女子体育大学）を設立する。体操塾に入学した人見絹枝を応援し続け、アムステルダム五輪に出場することになった絹枝に髪留めを渡して励ました。
武田千代三郎（たけだ ちよさぶろう）
演：永島敏行
大日本体育協会副会長。史上初の駅伝「東海道五十三次駅伝競走」の開催にあたって、「駅伝」の名付け親となる。
辰野保（たつの たもつ）
演：安楽将士
アントワープオリンピック日本選手団監督。東京大学陸上部出身の弁護士。
平沼亮三（ひらぬま りょうぞう）
演：大谷亮介
大日本体育協会副会長。

#### IOC日本代表
副島道正（そえじま みちまさ）
演：塚本晋也
元貴族院議員、伯爵。
岸清一の後任としてIOC委員となる。1940年の五輪開催権を譲ってもらうためローマへ渡り、体調を崩しながらもムッソリーニ首相との会談を果たして「ローマ開催辞退」の約束を得る。東京招致成功とベルリン五輪を経て変わってゆく嘉納に戸惑い、やがて開催を巡って対立する。
嘉納の没後、戦線が拡大する中でオリンピック本来の理念に則った実施は不可能と判断し、開催返上を決断する。
杉村陽太郎（すぎむら ようたろう）
演：加藤雅也
元国際連盟事務次長。文武両道のエリート外交官であり、嘉納治五郎の愛弟子。
日本が国際連盟を脱退した後は日本人3人目のIOC委員となる。また駐イタリア大使にも就任し、1940年五輪招致において開催地をローマと争った際は、東京に譲ってもらうようムッソリーニ首相との会談を手配する。
しかし1935年のIOCオスロ総会では、国家からの干渉を嫌うイタリアIOC委員のボナコッサと対立。イタリア公使ロドロと結託し、ムッソリーニの息がかかっていることを示して手を引かせようと画策するも、政治とスポーツの分離を重要視するラトゥールの不興を買ってしまう。結局開催地決定は翌年に持ち越しとなり、またIOCにおける嘉納治五郎の存在の大きさを思い知る。
その後、嘉納の手引きで訪日したラトゥールに、自身の行いについて謝罪し、IOC委員を辞任することを表明する。

#### 東京高師の教員・学生たち
福田源蔵（ふくだ げんぞう）
演：嶺豪一
東京高師地歴科の教師。熊本県出身。
平田（ひらた）
演：前原滉
東京高師の学生。徒歩部部員。卒業後は熊本の中学校へ赴任。
徳三宝（とく さんぽう）
演：阿見201
東京高師の学生、日本一の柔道家。四三や美川を軽々と投げ飛ばすほどの腕前。また誰よりも早く朝稽古に臨む努力家。
四三がストックホルム五輪へ行けるようにするために他の高師学生とともに資金集めに奔走することもあった。
橋本三郎（はしもと さぶろう）
演：高橋周平
東京高師の学生。徒歩部部員。四三、野口と共に羽田のオリンピック予選会に参加し、棄権者が続出する中、マラソンで5位となる。卒業後は長野の中学校へ赴任。
秋葉祐之（あきば すけゆき）
演：柴田鷹雄
東京高師の学生。四三の弟子。
茂木善作（もぎ ぜんさく）
演：久保勝史
東京高師の学生。第一回箱根駅伝のアンカー。
大浦留市（おおうら とめいち）
演：高橋龍駒
東京高師の学生。
山下馬之助（やました うまのすけ）
演：三永武明
東京高師の学生。
渋谷寿光（しぶや としみつ）
演：宮森右京
東京高師の卒業生。
斎藤兼吉（さいとう かねきち）
演：菅原健
東京高師の学生。

### 熊本の人々

#### 金栗家
熊本県玉名郡春富村に在住。元は代々続く造り酒屋であったが、病弱である信彦の代で廃業し、実次の収入と農業で生計を立てている。
金栗実次（かなくり さねつぐ）
演：中村獅童（幼少期：中澤準）
四三の長兄。役場で働く一方で、病弱で早世した父に代わり家長として四三を見守る。
登校を嫌がる幼い四三を叱咤し「学校部屋」と称する小部屋に閉じ込めたり、危篤の父に対し最後の願いとして四三の中学進学を認めさせるなど、四三の勉学への道に情熱を注ぐ。四三の東京高師進学を応援し、その際、治五郎の座右の銘「順道制勝」に深い感銘を受ける。四三から送られた、校内の長距離走で3位になった報告の手紙に対して、勉学に打ち込むよう叱責する返事を送るが、四三がオリンピック代表選手に選ばれた際には喜び、渡航費用の工面に奔走。春野スヤの紹介により、庄屋の池部家から土地を売った代金という名目で、渡航費を貰い受ける。
その後四三がオリンピックから帰ってくると、スヤとの縁談を進めるため詳細を一切伝えないまま彼を熊本に呼び戻す。四三の義母である幾江には頭が上がらない。
関東大震災から5年後、熊本に戻るよう四三を促し嘉納治五郎とも初めての対面を果たして帰った後、急性肺炎で亡くなる。
金栗信彦（かなくり のぶひこ）
演：田口トモロヲ
四三の父。胃弱であるため代々金栗家で続いていた造り酒屋を廃業している。西南戦争の折、家に乗り込んできた官軍から先祖の刀を守った。
病弱な四三を丈夫にするため、その当時第五高等中学に赴任していた嘉納治五郎に四三を抱っこしてもらおうと街まで行くが失敗。しかし家族には抱っこをしてもらえたと説明し、最後までその嘘を貫き通して死去する。
金栗シエ（かなくり シエ）
演：宮崎美子
四三の母。長距離走で入賞した四三に、将来は教職になると思い東京高師に入れているのだから遊んでいないで勉強するよう手紙で叱りつける。しかし四三がオリンピック代表選手に選ばれると、神棚に手を合わせ健闘を祈るようになる。昭和11年時点では、既に故人であることが幾江の口から語られる。
金栗スマ（かなくり スマ）
演：大方斐紗子
四三の祖母。
金栗キヨメ（かなくり キヨメ）
演：川面千晶
実次の妻。自身の出産時の呼吸が、四三独特の呼吸法のヒントとなる。
又作（またさく）
演：白石拳大
四三の次兄。
松雄（まつお）
演：深田真弘（幼少期：伍藤奏）
四三の三兄。
エツ
四三の長姉。
ソヨ
四三の次姉。
末子（すえこ）
演：山口朋華（幼少期：りり花）
四三の妹。
金栗初太郎（かなくり はつたろう）
演：吉田翔
実次の息子、四三の甥。

#### 池部家の関係者
池部スヤ（いけべ スヤ）
（春野スヤ → 池部スヤ → 春野スヤ → 池部スヤ）
演：綾瀬はるか（幼少期：原島凛々）
四三の幼馴染で、のちに四三を陰で支える妻となる人物。
女学校に通う頃から四三に思いを寄せていたが、名家・池部家との縁談を受け、四三がストックホルムへ旅立つ直前に池部家に嫁入りし、渡航費用の工面に奔走する実次の金策に協力する。最初の夫である重行の亡き後は、姑・幾江の計らいで池部家の養子となった四三と再婚する。しかし、ベルリン五輪に向けて大志を抱く四三の思いを尊重し、東京に戻る四三を熊本で見送る。
その後は手紙のやり取りのみを続け、大正4年（1915年）4月に上京した際も、堕落の入り口として帰されてしまう。しかし、その年の6月にベルリン五輪の中止が発表されると再び上京。四三を励まし、四三とともに播磨屋の二階で寝起きを始める。そして東海道五十三次駅伝競争における四三の走りを見届けて、熊本に帰る。またそれと同時期に、第一子を授かる。その後、身重の体でまた上京するが、マラソンに没頭する四三とは行き違いとなり、不安を募らせる。しかし、オリンピックで金メダルを取りそれから初めて妻を周りに紹介したいという四三の思いを日記から知り、播磨屋を後にする。その帰りの市電で四三から渡されたお守りを握りしめて熊本でお産、大正8年（1919年）4月28日に長男の正明を出産する。
アントワープオリンピックの際には、幾江とともに四三の金メダルを願う。その後の報告会には実次と出席。壇上に上がった選手たちへの非難や二階堂の激しい糾弾を目にし、記者たちを一喝。日本人で初めてフルマラソンを完走した四三を讃えるとともに、四三と一緒に走った若いマラソン選手たちを労う。またこの時に四三の妻であることを自ら表明する。そしてその後、四三がベルリンから帰った頃にまた播磨屋での同居を再開する。関東大震災時には熊本に子とともに帰っていたが、四三とともに上京し東京で救援活動を行う。
昭和42年（1967年）、四三と共にストックホルムオリンピック開催55周年の記念式典に出席する。
春野先生（はるの せんせい）
演：佐戸井けん太
石貫村の医師。スヤの父。信彦の治療を担当していた。
池部重行（いけべ しげゆき）
演：髙橋洋
玉名村の庄屋。スヤの最初の夫。
妻となったスヤが四三を応援することに理解を示し、スヤと共に金栗家を訪れ応援の宴に興じる。
元々病弱だったこともあり、ストックホルムオリンピック閉幕後に死去する。
池部幾江（いけべ いくえ）
演：大竹しのぶ
池部重行の母。
スヤの紹介で、四三の渡航費用の借金を願い出る実次に対し、金栗家の畑を買収し同家に無償で貸し出すという名目で金を贈与する。
重行の死後は自死を考える程に落ち込むが、実家に出戻り懸命に生きるスヤの姿を見て立ち直る。そんな嫁のスヤを気に入り手放したくない思いから四三を養子に迎え、二人の結婚を要請する。しかし四三が卒業後も五輪出場を目指し東京に残る旨の手紙を送ってきたことから、実次に対し「約束が違う」と怒りを露わにする。
関東大震災で四三が熊本に帰ってきた際は、東京から逃げてきたのだと四三に対して怒り、東京に戻って罹災者を助けるよう促す。そして大量の救援物資を用意、韋駄天の由来になぞらえて人々に物資を与えるように言い、四三を送り出す。
実次が死去した際は、実次の死に寂しがる様子を見せる。この頃には自身もまた急激に老け込んでおり、そのことが四三の熊本へ帰るきっかけとなる。
その後、四三が再び上京することを許すが養母として情が移ったことを自覚し、思いの丈を四三に伝える。
池部正明（いけべ まさあき）
演：久野倫太郎（乳児期：矢作龍琉）
四三の長男。大正の「正」と明治の「明」から命名される。
池部政子
演：若柳琴子 / 田河也実　
四三の長女。
池部文子
演：隅乃倉ひろみ / 尾崎丹子
四三の次女。
池部すみ子
演：林凛果
四三の三女。
池部よし子
演：林里香
四三の四女。
池部元子
演：山中美子葉
四三の五女。

#### 市井の人々
美川秀信（みかわ ひでのぶ）
演：勝地涼
四三の郷友で、四三のことは「金栗氏」と呼んでいる。
四三と一緒に東京高師に入学するが、永井の高圧的な態度に辟易し啖呵を切って以来、劣等生として扱われる。当初は夏目漱石を敬愛する文学青年だったが、やがて探偵小説、画家と興味の対象は移り変わっていく。
小梅の客となったことをきっかけに小梅に恋をし、同郷と判明して以来仲睦まじくなるが、小梅の男性関係をめぐるトラブルに巻き込まれ、相手を孝蔵と偽装して逃げ回り、四三の下宿先である播磨屋に転がりこむ。小梅に振られた後も未練を持ち、小梅が結婚しても付きまといをするが、小梅に一喝されて悔しさにその場を去っていく。以降、退学したらしく、東京高師から姿を消す。
その後は浅草でブロマイド屋を開業し、素足で走る富江の写真を販売したことから、富江の父が金栗の免職を求める引き金になる。
四三の日記などを勝手に読み、内容をスヤに伝えるなどモラルに欠けた行動をたびたび取る。スヤからは、その生命力と適応力の高さからゴキブリ呼ばわりされて嫌われている上、四三の友人と認めてもらえない。
関東大震災後は全国を渡り歩いた末、故郷の玉名でカフェ「ニューミカワ」を経営する。
終戦の2年後には満州でウォッカを売っていた。志ん生には何回か会い、名も名乗っているが、忘れられている。
実在の人物だが、四三の回想録しか資料がなく、東京高師を去った後の消息も不明だったことから、性格や経歴が大きく脚色されている。
ドラマ放送後、東京高師を去った後、水産講習所に入学し、水産技師の道を歩んでいたことが判明した。大正末期には朝鮮半島へ渡り、朝鮮総督府の水産試験場に勤務。晩年は仁川で水産試験場の場長に就任し、1940年に49歳で逝去した。
五条教諭（ごじょう きょうゆ）
演：姜尚中
四三の母校である玉名中学校の教諭。四三ら生徒に、風邪の予防方法として冷水浴を勧める。

### 東京の人々

#### 田畑家
田畑菊枝（たばた きくえ）
（酒井菊枝 → 田畑菊枝）
演：麻生久美子
朝日新聞速記係。日本橋の工業用品店「酒井商店」社長の長女。眼鏡を掛けている。
緒方の紹介で田畑と見合いする予定であったが、ロサンゼルス五輪直前で忙しい田畑が見合い写真をまともに見なかったため、実際見合いはできなかった。加えて、初めて田畑に話しかけた時は「変な声」と言われてしまう。
しかし、残業する田畑に夜食を作って持って行ったり、話し相手を務める内に無口でおしとやかな人柄を見初められ、紹介予定の見合い相手であったことを知った田畑からすぐその場で求婚されて結婚。
口数が少なく控え目で穏やかだが、早口でまくし立てる田畑の言葉やなぐり書きの文字を正確に聞き取り、解読することが出来るほか、田畑の発する「あれ」だけで田畑が何を欲しているかを理解し、田畑が火傷しないようにタバコの向きを変えるなど機転の利く性格。平沢和重のファンで、平沢が訪問した際は眼鏡を外し化粧をして応待した。
田畑あつ子（たばた あつこ）
演：吉川愛
田畑と菊枝の次女で、英語を話せる。1964年東京オリンピックの会期中は世界各国のVIPを接待するコンパニオンとしても活躍する。開催の直前に、組織委員会の要職を解かれた父を、母・菊枝とともに陰で支える。

#### 三島家
元薩摩士族で大隈重信や乃木希典など政財界の実力者との交流を持つ資産家一家。
三島弥彦（みしま やひこ）
演：生田斗真
三島子爵家の御曹司。帝国大学の学生。天狗倶楽部のメンバー。
スポーツ万能で、雑誌『冒険世界』の企画では痛快男子十傑に選ばれた運動会の覇王。女性ファンも数多く存在する。しかし家族にはスポーツに対する情熱を理解してもらえず、卒業学年であることや家族のことを気にしてオリンピックの予選大会では審判を務める。しかし気持ちを抑えきれなくなり飛び入りで競技に参加して優勝し、日本人初のオリンピック短距離走の代表選手に選ばれる。
家族にはストックホルムへの出発をギリギリまで伝えずにいたが、和歌子から手作りのユニフォームを受け取り、弥太郎らに見送られながら旅立つ。
ストックホルム到着直後は、外国人との体格差や世界記録を持つ四三へのコンプレックス、コーチや仲間不在同然の孤独な練習から宿舎の窓から飛び降りようとする程に気鬱になるが、四三の叱咤により正気を取り戻し練習に励む。男子100メートル走予選では兵蔵からのアドバイスにより、自身のタイムに挑むという心構えを体得。結果は最下位だったものの、自己最高記録をマークする。続く200メートル予選でも惨敗し、400メートル予選では他の選手の棄権により準決勝進出が確実になったにも関わらず全力でこれを走り切り、準決勝を棄権。外国人との実力の差を痛感しながらも最後までスポーツを楽しんで競技を終える。
大正2年1月、ヨーロッパ視察と語学勉強を経て帰国。そこで天狗倶楽部解散の動きや野球害毒論を知り、憤慨する。横浜正金銀行のサンフランシスコ支店に行き、アメリカがスポーツに強い理由を見極めることを決意する。
現役を退いてからは正業に専念していたが、1920年にはアントワープ五輪日本選手団を訪問、ストックホルム五輪からの進歩に感慨を覚えながら彼らにエールを送る。関東大震災後の復興大運動会にも姿を見せ、四三や野口らオリンピック出場選手で徒競走を行い、一着でゴールする。昭和29年（1954年）、67歳で死去。
三島弥太郎（みしま やたろう）
演：小澤征悦
弥彦の長兄。横浜正金銀行頭取。
スポーツに熱中する弟に手を焼いており、スポーツそのものを嫌悪している。そのため嘉納治五郎や弥彦からオリンピックに関する融資を持ちかけられた際はこれを拒否している。だが、弥彦がストックホルムに出立する際には見送りに出向き、また弥彦から沈鬱した内容の手紙が届いた際には心配する素振りを見せている。
三島和歌子（みしま わかこ）
演：白石加代子
弥彦の母。鹿児島県出身で、女西郷と呼ばれる女傑。仕込み刀の杖を持ち歩く。
当時人気を博した新聞小説『不如帰』では、登場人物である冷酷な姑のモデルとされた。字が読めないためかその内容を知らず、活動写真化された同作を見て初めて描かれ方を知り激怒。またこれ以上あらぬ醜聞を広げぬため、オリンピック予選会への弥彦の出場に反対する。弥彦がオリンピック代表選手内定後も反対し続け、テーブルマナーを学びに来た四三や可児にも冷淡な態度を示すが、弥彦がストックホルムへ旅立つ際には自らが日の丸を縫い付けたユニフォームを手渡し、涙ながらに応援し見送る。

#### 増野家・小松家
シマ
（シマ → 増野シマ）
演：杉咲花
三島家に仕える女中。五りんの祖母。
弥彦の活躍を応援し、弥彦や四三を見守るうちにスポーツへの興味を抱くようになる。のちに三島家を出て、ミルクホールの女給として働きながら東京女子高等師範学校受験を目指す。進学後はマラソン競技に女子の参加を嘉納に打診するが、マラソンが女子の体質に向いてないと却下され、協力者と信じて相談した二階堂にも理解されず不良扱いされる。が、女子体育の強化に次第に積極的となる二階堂と打ち解けていく。
卒業後、偶然にも四三と同じ東京府立第二高等女学校（竹早）に赴任。スポーツの楽しさを伝えようと尽力する四三に力を貸し、教え子たちとともにスポーツに取り組んでいる。また、オリンピック出場への夢を抱く。そのため二階堂が縁で知りあった増野との結婚を当初は辞退しようとするが、仕事への情熱と陸上競技への夢を受け止められる。1921年に四三・スヤ夫妻の仲人のもとで結婚。一人娘のりくを授かる。
村田・梶原のテニスの遠征に付き添い岡山高等女学校に行った際は人見絹枝の身体能力の高さに感銘を受け、人見を陸上競技に勧誘する。またその後も女子陸上大会の開催に際して出場を頼む手紙を送り、働きかける。
村田ら生徒と放課後に浅草オペラを観る約束で凌雲閣の12階で待ち合わせをするなか関東大震災に被災し行方不明となる。
増野（ますの）
演：柄本佑
シマの夫。百貨店従業員。五りんの祖父。
二階堂との見合い話が用意されていたが、二階堂が乗り気でなく、二階堂に頼まれ代理に出席したシマと見合いをしたことを機に交際を始める。
当初、教員の仕事の楽しさと、オリンピックに出場する夢を捨てきれないシマから結婚を躊躇される。しかし結婚を理由に仕事を辞めることを反対し、オリンピックで活躍するシマを子供と一緒に観に行く旨を誓い、結婚に踏み切る。
ところが、関東大震災でシマが行方不明となり、悲しみに暮れながらも懸命に捜索を行う。体協から復興運動会の開催が提案された際も、シマが聞き付けて現れることを期待して開催に賛成する。結局本番までシマが現れることはなかったが人見に対面し、人見へのシマの手紙を読むことになる。そして、女子たちのリレーを観戦していた時に、シマの幻影を目撃。妻がもうこの世にいないことを悟り、シマの死を受け入れる。
その後は男一つ手で娘を育てながらハリマヤ製作所に出入りし、りくと共に絹枝の活躍を応援している。
シマそっくりに成長したりくに対して自分より若干妻の方が似てると発言するなど、親バカぶりを見せる。なお、りくのことをちゃん付けで呼ぶ小松勝を警戒していたが、結局渋々2人の結婚を認める。
小松の出征が決まった後、ハリマヤ製作所に乗り込むと小松を蹴飛ばして襟首を掴み、りくと幼い孫を置いて行くことを激しく非難するが、その後に必ず生還するように念を押して出征する小松を見送る。
シマのことはその後も大切に想っており、皆で写真を撮る際にはシマとの結婚写真を持って写るなどしている。この写真は後に五りんの手に渡っている。
終戦直後の時点では存命であったが、その後の動向については明らかになっていない。ただし、孫である五りんが知恵と共にハリマヤを訪ねた際に増野が写った写真を見た時は特に反応していなかったり、前述のシマとの結婚写真が五りんの手に渡っているなど、後に亡くなったことを示唆する描写が多い。
五りん（ごりん）
（小松 → 五りん）
演：神木隆之介
本名は小松金治（こまつきんじ）。1940年生まれ。シマと増野の孫。
芸名は、志ん生がかつて円喬から朝太の名とともに貰った「五厘」にちなんで与えたもので、オリンピックの通称「五輪」とは全く関係ない。古今亭志ん生（美濃部孝蔵）とともにドラマの語り（ナレーター）も担当しており、主に女子スポーツに関するパート、特にシマの物語を担当している。
母りくの形見である、亡き父が出征先の満州から送った絵葉書に「志ん生の『富久』は絶品」と書かれていたことから志ん生を慕い、落語の知識は皆無ながらも昭和35年に弟子入りを志願。当初志ん生に断られるが、飄々として人懐こい性格で志ん生の懐に入り込み弟子になる。ただし身の周りの世話以外何もしておらず実質付き人という扱いであり、志ん生自身も稽古をつけるつもりは無いと言う。
父からの言いつけで健康法として冷水を頭から被る習慣を持つ。
昭和36年の正月には、箱根駅伝にあやかった駅伝落語として『富久』を今松から仕込まれるが、落語の基礎さえまるでできず、代わりに自身が書いた創作落語『箱根駅伝』を高座に上げることになる。当初は志ん生も含めた3人だけで回すはずが人数が足りなくなり、志ん生の子である馬生や朝太の手を借りながら、これを完走。
金栗四三のサイン会に訪れ、本名を名乗り亡き弟子小松の息子として四三と対面する。
その後は創作落語のオリンピック噺を高座に上げ、テレビ寄席の出演がきっかけで田畑よりオリンピック宣伝部長に任命される。その後は志ん生の元を突然出奔し落語界から距離を置く。
知恵が妊娠したため生活費を稼ぐために工事現場で働いていた所を見つけ、訪れた美津子に落語会代表として五輪聖火リレーへの参加を依頼される。東京オリンピック開催日が知恵の出産予定日であったため一度断るが、考え直し随走者の1人として走行し点火された聖火を見届ける。
その後、国立競技場から芝の志ん生の元まで完走し、粋な会話で許され落語界に戻る。その直後に報せを受け、知恵が産気付いて運ばれた浅草の病院まで『富久』を話しながら疾走し、知恵と産まれた娘の元に駆け付ける。娘が生まれる最中、自分が走りながら話していた『富久』と知恵に名前にちなみ、娘には富恵と名付ける。
阿部知恵（あべ ちえ）
演：川栄李奈
五りんの恋人。ちーちゃんとも呼ばれる。
五りんが志ん生を探すのに付き合い、一緒に志ん生の自宅を訪れる。
五りんと同じく人懐こく物怖じしない性格で、五りんが志ん生に弟子入り後は、勝手に志ん生の家に上がったり、志ん生のことを「おじいちゃん」呼ばわりして対等に会話を交わしたりしている。物語終盤では五りんとの子を身ごもり、東京オリンピック開催日に産気付き、浅草の病院で娘の富恵を産む。
小松勝（こまつ まさる）
演：仲野太賀
五りんの父。熊本中学校の学生。上京後は東京文理科大学に在学。
四三の著書「ランニング」を読んで四三を慕い、池部家で暮らす四三を訪ねて弟子入りする。
やがてオリンピック出場を夢見て四三とともに上京し、ハリマヤ製作所に下宿する。
明るく大らかかつ実直な性格で、増野の前でもりくを「ちゃん」付けで呼び、ベルリン五輪のラジオ中継を聞く中、勢いでりくと抱き合う等デリカシーに欠けた言行に及ぶことがあり、その度に増野からは難色を示され、四三から制止される。りくと接している際のあからさまな表情や態度を見たスヤからは眉をひそめられ、陰で「盛りのついた肥後もっこす」と称される。
のちにりくと学生結婚し、一人息子の金治（のちの五りん）をもうける。
ところが東京五輪は開催返上となり、自身も学徒出陣により出征。出征中に立ち寄った満州で、慰問団として来ていた志ん生らと出会う。配属部隊長の情けで部隊の脱走を促され、脱走兵となる。終戦前後の混乱の中で再び志ん生らと出会い、些細な行動から2人の命を助け、その後は満洲で行動を共にする。自らのアイデアで志ん生がアレンジした『富久』を聞いて外を走りたくなり、屋外に出たところでソ連兵達と遭遇。ロシア語での誰何に恐慌して逃走を図ってしまい、妻子との再会、オリンピック出場を夢見ながら射殺された。
小松りく（こまつ りく）
（増野りく → 小松りく）
演：杉咲花
シマと増野の一人娘。五りんの母。
大正11年（1922年）生まれ。シマが陸上競技好きであることから、「りく」と命名される。関東大震災によりシマが行方不明となり、以降は増野と共に大塚で暮らしハリマヤ製作所に出入りしながら育つ。四三がシマと間違えるほど瓜二つ。
昭和11年（1936年）時点ではハリマヤ製作所のお針子。ミシン踏みにより、自転車で小松のランニングに付いていける鍛えられた脚力の持ち主。
のちに小松と結婚し、一人息子の金治（のちの五りん）をもうける。幼い五りんと共に小松の出征を見送り、復員を心待ちにしていたが、終戦後の満州から届いた夫の訃報に涙する。
五りんの話によれば、昭和35年（1960年）に他界している。

#### 天狗倶楽部
天狗倶楽部は、明治末期に野球愛好家の押川春浪が創設した私的団体、現在でいう「サークル」に相当する組織。『スポーツを愛し、スポーツに愛され、ただ純粋にスポーツを楽しむために活動する元気の権化』が部訓。ユニフォームのワッペン「TNG」やメンバーがよく脱ぐといった設定も史実に準拠している。メンバーを呼ぶ際は、上の名字を取って「○○天狗」と呼んでいる。弥彦が海外留学から帰国した大正初期には、世間でスポーツへの関心が薄れ少しずつ軍国主義的な時代へと変わっていくようになり、メンバーの高齢化が進んだことから「天狗倶楽部」は解散する。
吉岡信敬（よしおか しんけい）
演：満島真之介
天狗倶楽部のメンバー。早稲田大学OB。
早稲田中学校在籍時から全国各地で熱心にスポーツの応援活動を繰り広げた事から、ついた仇名が“ヤジ将軍”。
天狗倶楽部の解散後は読売新聞の記者となり、東海道五十三次駅伝競争の開催に動き出した金栗と関わる。女子スポーツには否定的な立場を取り、女子ランナーに夢を抱くシマとも対立するが、女子陸上大会が開かれた際はスポーツに取り組んでいる女子を目の当たりにし、意見を肯定的に転換させる。
中沢臨川（なかざわ りんせん）
演：近藤公園
天狗倶楽部のメンバー。京浜電鉄の社員。羽田のオリンピック予選会では、陸上トラックの整備を行う。
押川春浪（おしかわ しゅんろう）
演：武井壮
天狗倶楽部の創設者。作家。
弥彦が帰国した頃、メンバーの高齢化を理由に天狗倶楽部の解散を決定する。

#### 播磨屋
四三が高師の学生だった頃は足袋専門店だったが、大正時代に入ると『ハリマヤ製作所』に屋号を変え、体操服やチュニックなどを取り扱うようになる。終戦後、オリンピック開幕2年前時点で『ハリマヤスポーツ』に屋号が変わった。
黒坂辛作（くろさか しんさく）
演：三宅弘城（第4回 - 第10回放送分：ピエール瀧）
大塚の足袋屋「播磨屋」の店主。頑固な職人気質の人物。
オリンピック予選会に臨む四三にぴったりの足袋を誂えるが、走りにくかった旨を言われ激怒し、塩を撒いて店頭から追い出す。しかし考えを改め、オリンピックに挑む四三の意見を取り入れながらマラソンに向いた足袋作りに改良を重ね、提供し続ける。四三がストックホルムへ出発する直前には、日の丸を縫い付けたユニフォームを餞に贈る。
四三の活躍で足袋が飛ぶように売れた謝礼も兼ね、ベルリン五輪を目指す四三に部屋を提供。足袋が本来の姿と目的からかけ離れた姿となっていくことに職人である自身のプライドと葛藤しながらも、四三の要望に応えマラソン用の足袋を改良して行く。
屋号をハリマヤ製作所 に変えてからはチュニックなどを製作し始め、りくをお針子として雇う。
1936年ベルリン五輪では孫基禎がハリマヤ製作所の足袋を履いて優勝したことを喜び、孫の足型を飾る。
黒坂勝蔵（くろさか かつぞう）
演：斎藤嘉樹（少年期：阿久津慶人 / 波多腰由太）
辛作の息子。四三が初めて播磨屋に来店した際、足のサイズを測った。
黒坂ちょう（くろさか ちょう）
演：佐藤真弓
辛作の妻。竹早の女学生たちが籠城した際、おむすびと武器を差し入れした。
黒坂満佐子（くろさか まさこ）
演：池田恋
黒坂辛作の娘。

#### 東京府立第二高等女学校と関係者
村田富江（むらた とみえ）
演：黒島結菜
第二高等女学校の生徒。
女子もスポーツをすべきという四三に当初は反感を抱いていたが、四三の勧めで槍投げを行ったことがきっかけでスポーツに目覚める。それからは四三との関係も良好で、他生徒ともに四三のことを「パパ」と呼ぶ。
その後、梶原とテニスでダブルスを組み、各地に遠征に出向くようになる。また自分たちで作ったユニフォームが大人気となったこともあり、アイドル的な人気を誇るようになっていく。
四三の提案で開かれた女子の陸上大会では、新調したスパイクのサイズが合わなかったことから靴下を脱いで出走、ハードルで日本新記録を出すが世間から好奇の目に晒されることになる。そしてそれが父兄たちの目に留まったことで四三の依願免職が求められ、他生徒を先導して教室に立てこもり、ボイコットを行う。シマの提案で父と100ｍ走で6本連続で勝負。全て勝利し、四三の免職を阻止する。
梶原（かじわら）
演：北香那
第二高等女学校の生徒。負けず嫌いな性格であり、槍投げにおいて溝口より良い記録を出そうとリベンジしたり、人見の言葉に食って掛かったりしている。
村田とテニスでダブルスを組む。
溝口（みぞぐち）
演：松浦りょう
第二高等女学校の生徒。
白石（しらいし）
演：百瀬さつき
第二高等女学校の生徒。
村田大作（むらた だいさく）
演：板尾創路
浅草の開業医。村田富江の父。女子がスポーツに取り組むことを否定的に考えるとともに、娘が靴下を脱いで陸上大会に出場したこと恥辱と考え、四三の依願免職を求るが、シマの提案で富江と100ｍ走で勝負し敗れ、譲歩する。関東大震災では、被災者の治療に従事するなか、自警団に「日本人ではない」と疑われた四三を助ける。

#### 東京市井の人々
小梅（こうめ）
演：橋本愛
浅草の遊女で孝蔵の友人。熊本の阿蘇出身。凌雲閣の袂を根城に客引きをしており、四三や美川にも声をかける。
客として相手をした美川から遊女を辞めるよう迫られるようになり、美川を苦手視する。しかし同郷と判明し孝蔵の初高座を観に美川を連れ、仲睦まじい様子を見せる。その後、美川とは切れていないにも関わらずやくざ者の徳重の愛人となり、別れる際には孝蔵と恋仲である旨の嘘をつき、美川と駆け落ち。孝蔵が東京に居られなくなるきっかけをつくる。
そしてその後、清さんの魅力に気づき結婚、十二階下で飲み屋を営む。東京で噺家として再スタートを切った孝蔵に、清水りんとの見合い話を持ちかけて仲人としてふたりの間を取り持つ。関東大震災で自宅を失い、清さんと共に明治神宮外苑競技場のバラックに入居する。
清さん（せいさん）
演：峯田和伸
浅草の人力車夫で、孝蔵の兄貴分的存在。健脚の持ち主。
人力車に乗せた嘉納に健脚を褒められ、マラソンに興味を示して浅草のマラソン大会や羽田の大予選会に出場し、四三と知り合う。(両大会とも出場資格として中学生以上の在学生か卒業生であることが必須であったが、最終学歴小学校卒業であるにも関わらず学歴詐称 して出ている)。
その後四三がオリンピックへの参加を決めると、練習に協力。ストックホルムに似た道として、芝から日本橋を通って浅草までの道を往復するというコースを教える。
四三がストックホルムから帰国した後、播磨屋に引きこもっていることを知り四三の同窓生と共に部屋へ押しかけ、四三に檄を飛ばす。
小梅が徳重と騒動を起こした際は、一年間孝蔵が東京の高座に上がらないことを条件として手を打ち、また孝蔵の才能を信じて孝蔵を徳重から身を挺して守っている。のちに小梅と結婚、舗装路となり走りにくくなったことを受けて、十二階下で小梅と飲み屋を営んでいる。だが、関東大震災で浅草が焼け野原となり自宅を失う。明治神宮外苑競技場のバラックに入居し、バラックの自治会長として嘉納と協議し復興大運動会の開催を了承する。
後に東京視察のために来日したラトゥールを人力車で案内する役目を任される。
美濃部盛行（みのべ もりゆき）
演：土佐和成
孝蔵（志ん生）の父。職業は警察官。孝蔵が10歳の頃、大事にしていた煙管を質屋に売り飛ばしたことに激怒して街中で槍を持って追い回した末に孝蔵を勘当する。
美濃部てう（みのべ てう）
演：山本裕子
孝蔵（志ん生）の母。
徳重（とくじゅう）
演：榊英雄
小梅を囲うやくざ者。孝蔵と恋仲と話す小梅の嘘を信じて憤り、孝蔵を探し追う。
マリー
演：薬師丸ひろ子
日本橋のバー「ローズ」の店主。占いを得意としており「よく当たる」と自称しているが、「田畑は30歳で死ぬ」「ロサンゼルス五輪で大横田が金メダル獲得」など鑑定結果はことごとく外れている。しかし、この田畑の寿命の予言が田畑を翻弄し、水泳への情熱に拍車をかけることとなる。
以後、田畑は学習し、マリーの占いの鑑定結果の裏を信じるようになる。
清水亀次郎（しみず かめじろう）
演：遠山俊也
高田馬場の下宿屋。りんの父。
大野（おおの）
演：久保酎吉
医者。
水明亭店主
演：カンニング竹山
国立競技場のすぐそばにある食堂「水明亭」の主人。
タクシー運転手
演：宮藤官九郎
東京オリンピックの開会式当日、志ん生をタクシーに乗せるが、ブルーインパルスが空に描いた五輪を見る市民の喧騒により渋滞に巻き込まれる。

#### 東京市政関係者
永田秀次郎（ながた ひでじろう）
演：イッセー尾形
第14代東京市長。関東大震災では迅速かつ冷静な対応で復興のため奔走し、「震災市長」と呼ばれる。
紀元2600年の節目を記念したものとして、また震災からの復興を遂げた東京を世界にアピールするために、1940年の五輪大会を招致することを決断。嘉納治五郎に話を持ちかけ、招致運動をスタートさせる。
1932年ロサンゼルス五輪の終了後、帰国した選手たちの前で前畑秀子の銀メダルに対し落胆の意を露わにし、田畑や岸清一を激怒させる。それから程なくして部下の汚職により市長の座を追われ、田畑に後を託して招致委員会から去る。
1936年ベルリン五輪では市政関係者とともに実況中継を聴き、前畑を応援する。
清水照男（しみず てるお）
演：小村裕次郎
東京市長秘書。永田に1940年五輪大会の招致を提案する。
牛塚虎太郎（うしづか とらたろう）
演：きたろう
第15代東京市長。永田が去った後に1940年東京五輪の招致委員会に参加する。

### 浜松の人々

#### 浜松田畑家
田畑うら（たばた うら）
演：根岸季衣
田畑の母。43歳の若さで亡くなった夫を看取り、政治たちを育て上げる。
その後も政治を経済的に支えるため、オリンピックの度に土地を切り売りして晩年は屋敷地ぐらいしか残らなかった。
田畑庄吉（たばた しょうきち）
演：内村遥
田畑の兄。短命な家系が災いして肺炎のため33歳の若さで亡くなる。

#### 浜松市井の人々
ちいちゃん
演：片山萌美
浜松勝鬨亭の席亭。「小股の切れ上がった」美女として朝太ら落語家たちに慕われ、また性的な視線を向けられている。
内田正練（うちだ せいれん）
演：葵揚
浜松中学校の学生。
アントワープオリンピックの水泳日本代表に選ばれる。しかし、日本古来の泳法が全く通用せず予選敗退に終わり、報告会の中では非難を浴びながら日本の水泳もクロールの習得と優秀な指導者が必要であることを強く説く。
小野田（おのだ）
演：大内田悠平
遊泳協会の水泳選手。
堀井（ほりい）
演：福田航也
遊泳協会の水泳選手。

### 競技関係者たち

#### 陸上競技関係者
孫基禎（そん きてい）
演：がんばれゆうすけ
朝鮮出身のマラソンランナーで、マラソンの世界記録保持者。四三に憧れて播磨屋の足袋を履いて走る。1936年ベルリン五輪では日本代表としてマラソン競技に出場し、日本の悲願である金メダルを獲得した。自身の朝鮮人としての民族意識が強く、表彰式で国歌として君が代を歌うことに疑問を感じていた。
南昇竜（なん しょうりゅう）
演：布江剛士
朝鮮出身の優れたマラソンランナー。孫基禎とは同い年で、ライバル。四三に憧れて播磨屋の足袋を履いて走る。1936年のベルリンオリンピックで日本代表としてマラソン競技に出場して3位になり、銅メダルを獲得。
沢田英一（さわだ えいいち）
演：矢崎広
明治大学の学生。金栗が発案したアメリカ大陸横断駅伝競走に共鳴する。
第1回箱根駅伝の第5区走者。箱根路に見張りがいないことを知り、近道をしようとするが、地元青年団に発見され、正規のルートを先導される。
三浦弥平（みうら やへい）
演：福山康平
早稲田大学の学生。第1回箱根駅伝の第5区走者。
西岡実一
演：工藤トシキ
明治大学の学生。第1回箱根駅伝のアンカー。ゴール直前で転倒し、高師に逆転を許す。
下村広次（しもむら こうじ）
演：鈴田修也
明治大学の学生。
寺内（てらうち）
演：萩原拓也
慶應義塾大学の学生。第1回箱根駅伝の第1区走者。
八島健三（やしま けんぞう）
演：國友久志
小樽中学校の学生。アントワープオリンピック後の報告会では、期待はずれの結果に終わった金栗らを非難する記者達に掴みかかる。
人見絹枝（ひとみ きぬえ）
演：菅原小春
岡山高等女学校の学生。
テニスの試合で村田・梶原ペアと対戦し、身体能力の高さを見せつけ圧勝する。その能力に着目したシマから陸上競技選手へのスカウトを受けるが、体格や能力をコンプレックスとしているゆえに混乱、憤慨し、交渉は決裂する。その後もシマから陸上競技選手への誘いの手紙を受け続け、岡山の競技会に出場し走り幅飛びで日本記録を更新した。
関東大震災後、シマを訪ね偶然にも復興大運動会を訪れる。シマが行方不明のため再会は叶わなかったものの、四三の誘いで運動会に飛び入り参加、リレーのアンカーで村田と競い勝利し、互いに健闘を讃え握手を交わす。
その後、二階堂体操塾に入学。陸上選手として活躍する一方、世間の無理解や嘲笑に悩まされる。昭和3年（1928年）、アムステルダムオリンピックに日本人女子として初めて参加。陸連や日本中の期待を集めて女子100メートル走に出場するが、結果は4位に終わる。しかし女子選手たちの未来を開くため、未経験の800メートル走に急遽エントリー。野口源三郎や織田ら男子選手と計画を立てた上で長距離レースに臨み、銀メダルを獲得する。帰国後、ラジオ放送を通じてシマからの言葉を紹介すると共に日本女性にエールを送り、トクヨには活動を続けていくことを宣言する。
その3年後の昭和6年 (1931年)、肺炎のため24歳の若さでこの世を去る。
織田幹雄（おだ みきお）
演：松川尚瑠輝
三段跳の選手。三段跳で日本人初の金メダルを獲得する。
南部忠平（なんぶ ちゅうへい）
演：池田倫太朗
走幅跳・三段跳の選手。三段跳で金メダルを獲得する。
山本忠興（やまもと ただおき）
演：田中美央
陸上競技総監督。
円谷幸吉（つぶらや こうきち）
演：菅原健
マラソン選手。東京オリンピックのマラソン銅メダリスト。
坂井義則（さかい よしのり）
演：井之脇海
早稲田大学学生。東京オリンピックの最終聖火ランナー。
1964年東京大会への出場を目指すが、代表選考会で敗退。しかし、原爆が投下された1945年8月6日の広島で生まれていたことから田畑により「平和の象徴」として聖火リレーの最終ランナーに抜擢される。
宮城勇（みやぎ いさむ）
演：田島光
東京オリンピック聖火ランナー第一走者。
鈴木久美江（すずき くみえ）
演：清田みくり
東京オリンピック聖火ランナー。

#### 水泳競技関係者
松澤一鶴（まつざわ いっかく）
演：皆川猿時
田畑の盟友。愛称は「カクさん」。東京帝国大学理学部出身、のちに水泳部のコーチとして選手の育成にあたる。論理的で研究熱心な性格。
1932年ロサンゼルス五輪では水泳日本代表の監督として同行。メダル獲得のために若手選手を重用して先輩選手を練習台扱いする田畑に反発するが、田畑の真意を知ってからは協力的となる。
1936年ベルリン五輪では水泳日本代表の監督を務める。
戦後は、東京大会招致や大会組織委員会のメンバーとして活躍する。
野田一雄（のだ かずお）
演：三浦貴大
競泳自由形の選手。
1924年パリ五輪ではリレーで4位入賞。アントワープ五輪後は水泳選手団の助監督となる。
高石勝男（たかいし かつお）
演：斎藤工
競泳自由形の選手。大阪出身。愛称は「勝っちゃん」。美男子として知られ、女性ファンが多い。普段は標準語で喋るが感情が昂ぶると地の関西弁が出て表情も険しくなり、周囲から「関西の顔になってる」と言われる。
1924年パリ五輪で入賞、1928年アムルテルダム五輪では銅メダルと銀メダルを獲得。しかし昭和6年（1931年）の日米対抗戦で宮崎に敗れ、3着となったことから「ピークを過ぎた」と田畑に判断される。その結果、1932年のロサンゼルス五輪ではキャプテンでありながら選手として出場させてもらえず苦しむが、田畑のメダル獲得への思いを知って奮起。選手選考会で敗れるも、全力を出し切った泳ぎを見た田畑から「ありがとう」と労われる。
鶴田義行（つるた よしゆき）
演：大東駿介
競泳平泳ぎの選手。愛称は「ツルさん」。鹿児島出身。
1928年アムルテルダム五輪で金メダルを獲得。そののち南満州鉄道株式会社に就職するが、田畑から小池礼三の練習台として戻るよう促され復帰。1932年ロサンゼルス五輪でも小池のサポート役として200m平泳ぎに出場するが、かつての本領を発揮し金メダルを獲得する。
前畑秀子（まえはた ひでこ）
演：上白石萌歌
競泳女子平泳ぎの選手。和歌山出身。橋本高等小学校の学生で、水泳の素質を見込まれ名古屋の椙山女学校に進学。
普段は明るく朗らかな性格だが、プレッシャーに弱く取り乱すことが多い。人見絹枝を尊敬しており、彼女の写真を大切に持っている。また、同じ水泳選手として鶴田に憧れを抱いている。1932年ロサンゼルス五輪では銀メダルを獲得。日本に帰国後、東京市長・永田秀次郎から「なぜ金メダルを取ってこなかったんだね」と言われてしまったことや日本各地から「次は金メダルを！」という声が殺到したことからベルリン五輪出場を決意。ハードな練習を欠かさず続け、世界記録を自ら３度も更新するも自信が持てず、大きくなってくるプレッシャーに悩み「がんばれ」という言葉を重荷に感じるようになる。大会前夜に夢枕に立った両親に励まされ、また応援の電報を飲み込んで「みんなと一緒に泳ぐ」という決意によってプレッシャーに打ち勝ち、ライバルのゲネンゲルとの接戦の末に優勝。日本人女性初の金メダリストとなる。
大横田勉（おおよこた つとむ）
演：林遣都
競泳自由形の選手。練習以外の時は腹巻を身につけている。1932年ロサンゼルス五輪では田畑が振る舞った牛鍋が原因で体調を崩すが、出場メンバーから外されることを恐れて体調不良を秘匿していた。のちに胃腸カタルと診断され、400m自由形に向けて体力を温存するべく、出場予定だった800mリレーを断念。しかし、コンディションは戻らず400m自由形では銅メダルという結果となった。全種目金メダルを自分のせいで獲得できなかったと落ち込むが、このことを本人以上に悔やんでいたのが田畑であった。
戦後は自衛隊員として、1964年東京大会の開会式で警備を指揮。
宮崎康二（みやざき やすじ）
演：西山潤
競泳自由形の選手。浜松第一中学校の学生。
昭和6年（1931年）の日米対抗戦では五輪メダリストの高石を制して2着となる。1932年ロサンゼルス五輪では、100m自由形で金メダルを獲得する。
小池礼三（こいけ れいぞう）
演：前田旺志郎
競泳平泳ぎの選手。沼津商業学校の学生。
昭和6年（1931年）の日米対抗戦では五輪メダリストの鶴田を制して1着となる。
1932年ロサンゼルス五輪にて200m平泳ぎで銀メダルを、1936年ベルリン大会では銅メダルを獲得。
戦後、日本に復員してからは指導者として活動。
入江稔夫（いりえ としお）
演：大藪雄汰
競泳背泳ぎの選手。
松澤初穂（まつざわ はつほ）
演：木竜麻生
競泳女子自由形の選手。
小島一枝（こじま かずえ）
演：佐々木ありさ
競泳女子自由形の選手。
横田みさを（よこた みさお）
演：斎藤希実子
競泳女子背泳ぎと自由形の選手。1932年ロサンゼルス五輪に15歳で出場。
荒田雪江(あらた ゆきえ)
演：西野凪沙
競泳女子自由形の選手。
守岡初子(もりおか　はつこ)
演：水越朝弓
競泳女子自由形の選手。
前畑光枝（まえはた みつえ）
演：中島唱子
前畑秀子の母。作中では既に脳卒中で亡くなっている。夫とともに秀子の夢枕に立ち、プレッシャーに苦しむ秀子を激励する。
前畑福太郎（まえはた ふくたろう）
演：康すおん
前畑秀子の父。作中では既に肝臓の病で亡くなっている。生前は豆腐屋を営んでいた。
古橋廣之進（ふるはし ひろのしん）
演：北島康介
競泳自由形の選手。「裏オリンピック」や全米水泳選手権にて世界新記録を連発し、「フジヤマのトビウオ」と称賛される。

#### バレーボール競技関係者
大松博文（だいまつ ひろぶみ）
演：徳井義実
日紡貝塚女子バレーボール部の監督。別名「鬼の大松」。
選手達にヘビー級のスパルタ指導をするが、行き過ぎて選手と度々衝突する。しかし、彼女らに対する愛情は深く、選手をユニークなあだ名で呼ぶのもその一環。ただし、付けたあだ名を忘れることもある。
世界選手権でソ連を倒して世界一になるという夢がかなったために、逆に目標がなくなってしまい、適齢期の選手達にバレーを続けさせることを疑問に思うようになり、五輪の2年前に監督辞任を表明したところ、賛否両論の手紙が5000通も殺到。苦悩するも、田畑の発破と選手達の熱意にほだされて続投を決意する。
河西昌枝（かさい まさえ）
演：安藤サクラ
日紡貝塚女子バレーボール部の主将。あだ名は「ウマ」。
谷田絹子（たにだ きぬこ）
演：堺小春
日紡貝塚女子バレーボール部の選手。あだ名は「パイスケ」。
宮本恵美子（みやもと えみこ）
演：泉川実穂
日紡貝塚女子バレーボール部の選手。あだ名は「オチョコ」。
半田百合子（はんだ ゆりこ）
演：松永渚
日紡貝塚女子バレーボール部の選手。あだ名は「フグ」。
松村好子（まつむら よしこ）
演：田中シェン
日紡貝塚女子バレーボール部の選手。あだ名は「力道山」。
磯辺サタ（いそべ サタ）
演：北向珠夕
日紡貝塚女子バレーボール部の選手。あだ名は「アチャコ」。
エミ
演：渡辺悠子
日紡貝塚女子バレーボール部のマネージャー。本名は鈴木恵美子（すずき えみこ）。
河西栄一（かさい えいいち）
演：野添義弘
河西昌枝の父。
河西まさ代（かさい まさよ）
演：滝本ゆに
河西昌枝の母。
大松美智代（だいまつ みちよ）
演 - 中込佐知子
大松博文の妻。

### ジャーナリストたち

#### 朝日新聞社
緒方竹虎（おがた たけとら）
演：リリー・フランキー
朝日新聞編成局長。明治天皇が崩御した際、新元号「大正」をスクープした。部下である田畑の言動に振り回されながらも、仕事後に日本橋のバー「ローズ」にたびたび連れて行ったり、酒井を見合い相手として紹介するなど田畑を可愛がる。厳しくなってゆく言論統制に抵抗し続けるが、二・二六事件で将校たちに新聞社を占拠され、社員を守るために屈する。
史実では1944年に政界へ進出し、第5次吉田内閣まで政界の重鎮として君臨するが、前述の人物描写と矛盾が生じるためか、劇中には登場していない。
村山龍平（むらやま りょうへい）
演：山路和弘
朝日新聞社長。当初不採用予定だった田畑を「顔がいいから」との理由で採用する。
尾高（おだか）
演：じろう
朝日新聞運動部員。アムステルダム、ロサンゼルス両オリンピックで取材を行う。田畑とは、犬猿の仲。
細田（ほそだ）
演：政修二郎
朝日新聞政治部員。

#### NHK関係者
河西三省（かさい さんせい）
演：トータス松本
NHKアナウンサー。前職は運動部の記者。田畑と同い年。
1932年ロサンゼルス五輪ではラジオ実況が禁止されたことを受けて、松内と共に「実感放送」を行う。
1936年ベルリン五輪の水泳女子決勝戦では「前畑ガンバレ」と連呼する実況中継をし、日本の聴者らとともに前畑を応援する。
松内則三（まつうち のりぞう）
演：ノゾエ征爾
NHKアナウンサー。1932年ロサンゼルス五輪では河西と共に「実感放送」を行う。
山本照（やまもと てる）
演：和田正人
NHKアナウンサー。1936年ベルリン五輪にてラジオ実況を担当する。
森繁久彌（もりしげ ひさや）
演：渡辺大知
NHK職員。満洲にて古今亭志ん生や三遊亭圓生と出会う。
北出アナウンサー
演：政岡泰志
NHKアナウンサー。1964年東京大会開会式の実況を担当。

#### その他の報道関係者
本庄（ほんじょう）
演：山本美月
雑誌『冒険世界』の女性記者。天狗倶楽部周辺を取材する。天狗倶楽部の解散後も活動を続けており、女子スポーツの普及に尽力する四三を取材。女子陸上大会において村田富江が素足を見せた現場にも居合わせる。
土岐善麿（とき ぜんまろ）
演：山中聡
読売新聞社会部長。
大村幹（おおむら かん）
演：竹森千人
読売新聞の記者。
寺田（てらだ）
演：本間剛
報知新聞の社員。

### 政治家・官僚
小笠原文部大臣（おがさわら もんぶだいじん）
演：春海四方
文部大臣。オリンピック参加のための資金提供を断る。
内田公使（うちだ こうし）
演：井上肇
駐スウェーデン公使。名前は定槌（さだつち）。
伊藤博文（いとう ひろぶみ）
演：浜野謙太
初代内閣総理大臣。韓国統監。明治42年10月、ハルビン駅にて安重根の銃撃により命を落とした。
河野一郎（こうの いちろう）
演：桐谷健太（学生時代：大下ヒロト）
朝日新聞社の校正。第1回箱根駅伝では早稲田大学の学生として第7区の走者だった。師である四三を敬愛し「陸上のほうが水泳より上」という考えをもっていてたびたび田畑と口論になる。また、体協から水連が独立したことを受け、自身も陸連を発足し理事に就任し体協から独立する。
やがて、満州事変が起こると言論の自由の喪失を感じ、朝日新聞社を退社して衆議院議員に転身。スポーツの未来を田畑に託す。
しかし、1940年東京五輪開催準備に軍部が介入していることに憤慨し国会で「オリンピック反対論」を掲げる。
戦後は大臣を歴任して政界の重鎮の一人となり、1964年7月にオリンピック担当大臣に就任する。
史実では東京オリンピックへ政治的に干渉した政治家の一人だが、物語前半の人物描写と矛盾が生じるのと、直系の遺族が健在であるため、悪役としての描写は川島正次郎に集約されている。
高橋是清（たかはし これきよ）
演：萩原健一
第20代内閣総理大臣。大蔵大臣。
昭和3年（1928年）アムステルダムオリンピックの際、資金繰りのために田畑が頼った政界の大物。スポーツやオリンピックには興味を持っていないが、スポーツを政治と結びつければいいという田畑の話を聞き、6万円の特別予算を出す。
その後も田畑とは交流があり、スクープを探す田畑に犬養毅の総理指名を教える。
昭和11年（1936年）2月26日、陸軍の青年将校によるクーデターで暗殺された（二・二六事件）。
三浦梧楼（みうら ごろう）
演：小林勝也
枢密院顧問官。日本橋のバー「ローズ」で緒方と語り合い、緒方がそのことを記事に書かなかったことを理由に新元号「大正」を教える。
犬養毅（いぬかい つよし）
演：塩見三省
第29代内閣総理大臣。元・新聞記者であるため、記者とも気さくに情報交換をし、田畑からの取材も快く受けている。また、話し合いを重んじる性格。
満州事変への対応を決めかねた若槻礼次郎に代わり総理に指名される。満州問題を平和的に解決する道を模索しており、関東軍が満州国の成立を宣言するもこれを承認せず、軍縮政策を執ったために軍部の不興を買う。
そうした中で田畑のオリンピック活動やスポーツの意義に理解を示し、公式応援歌の披露式典への出席も承知する。しかし、式典当日の昭和7年（1932年）5月15日、自宅に踏み込んできた海軍将校らの銃撃を受けて絶命した（五・一五事件）。
木戸幸一（きど こういち）
演：松永英晃
近衛内閣の閣僚。
川島正次郎（かわしま しょうじろう）
演：浅野忠信
自由民主党幹事長などを歴任し、「政界の寝業師」と称される大物政治家。組織委員会顧問、オリンピック担当大臣として田畑と対立、田畑失脚の引き金となる。実在の人物でありながら、作中唯一の悪役として描かれている。
福永議員（ふくなが ぎいん）
演：大河内浩
国会議員。名前は健司（けんじ）。1962年アジア競技大会参加問題では、他の国会議員（柳田：奥田達士、阪上：藤田秀世、大柴：吉増裕士）とともに組織委員会や田畑を追及する。
池田勇人（いけだ はやと）
演：立川談春
内閣総理大臣。所得倍増計画を打ち出し、高度経済成長を牽引。

### 教育界の人々
大隈重信（おおくま しげのぶ）
演：平泉成
早稲田大学総長。三島家のパーティーに参加し、嘉納と天狗倶楽部を引き合わせる。
加納久宜（かのう ひさよし）
演：辻萬長
日本体育会会長。健康な心身を育成するための体育を重要視する立場から、日本人のオリンピック参加に否定的な立場を取る。
田島錦治（たじま きんじ）
演：ベンガル
京都帝国大学教授。ベルリンに出張中、1912年ストックホルムオリンピックの日本選手団の入場行進に加わるためにストックホルムに呼び出される。

### 軍部関係者
乃木希典（のぎ まれすけ）
演：中村シユン
日露戦争で活躍した将軍。三島家との交流があり、たまたま同家を訪れた四三と偶然トイレで遭遇する。
三上卓（みかみ たく）
演：小久保寿人
海軍軍人。五・一五事件で犬養首相を襲撃。
中橋中尉（なかはし ちゅうい）
演：渋谷謙人
陸軍中尉。二・二六事件で高橋是清を襲撃後、朝日新聞社を占拠する。
梅津美治郎（うめづ よしじろう）
演：千葉哲也
陸軍次官。1940年東京五輪の組織委員。

### 1964東京五輪関係者

#### 東京オリンピック組織委員会
岩田幸彰（いわた ゆきあき）
演：松坂桃李
東京大学ヨット部OBで1940年の東京大会の候補だった。戦後は語学堪能なことから、田畑にスカウトされ誘致運動の「右腕」となる。大会組織委員会では渉外部長。商社マンだったが、田畑の指示により退社してオリンピック専従となりローマ大会を1年にわたり視察。田畑が事務総長を解任されると嘉納治五郎のストップウォッチを託され、「裏組織委員会」の一人として田畑の理想を実現させることに尽力した。愛称は「岩ちん（いわちん）」。
東龍太郎（あずま りょうたろう）
演：松重豊
スポーツ医学の権威であり、腰痛で倒れた嘉納の担当医を務める。その後、日本体育協会と関わるようになり、日本オリンピック委員会委員長、IOC委員などを歴任。
1959年には田畑に東京都知事に担ぎ上げられる。当選後は東京大会開催のための都市整備に邁進。また、川島ら政治家と田畑との間で板挟みになり苦悩することもあった。愛称は「東龍さん（とうりゅうさん）」。
津島寿一（つしま じゅいち）
演：井上順
東京オリンピック組織委員会会長。元大蔵大臣で、戦後の賠償問題で辣腕をふるった実績を持つ。老境に差し掛かっているため覇気がなく優柔不断。選手村問題では、代々木にこだわる田畑を諦めさせるために池田首相との面会を設定するが田畑と川島の対立に巻き込まれ失脚。田畑を道連れにして組織委員会会長を辞任する。
大島鎌吉（おおしま けんきち）
演：平原テツ
大会組織委員会選手強化本部副本部長。「裏組織委員会」の一人。
吹浦忠正（ふきうら ただまさ）
演：須藤蓮
大会組織委員会国旗担当。
森西栄一（もりにし えいいち）
（タクシー運転手 → 森西栄一）
演：角田晃広
戦後東京のタクシー運転手。志ん生や田畑らを客として乗せており、足袋姿の老人が走っているのを度々目撃する。
当時の東京で発生していた慢性的な渋滞に辟易していたところ、客として乗せた丹下と亀倉が話していた「聖火リレー踏査隊」に興味を示し、これに参加。帰国後は大会組織委員会のスタッフになる。「裏組織委員会」の一人。
大河原やす子（おおがわら やすこ）
演：川島海荷
大会通訳。コンパニオン志望だったが、身長が足りず通訳として採用される。大会初参加となるコンゴ選手団の通訳を担当した。
与謝野秀（よさの しげる）
演：中丸新将
田畑の後任の事務総長。元外交官。

#### 1964東京五輪の協力者たち
平沢和重（ひらさわ かずしげ）
演：星野源
外交評論家、ジャーナリスト。1959年のIOC総会で東京五輪招致のための最終スピーチを務める。テレビでよく解説者をしており、「マダムキラー」と称されている。
外交官時代にIOCカイロ総会から帰国途中だった嘉納治五郎と同じ氷川丸で乗り合わせ、「一番面白いこと」を語りあう。嘉納の発病後はストップウォッチを託され、嘉納の最期を看取る。
1964年の東京五輪招致は時期尚早という考え方だったが田畑に「日本人が一番面白いことをしなければいけない」と説得され、最終スピーチを引き受ける。
その後も、ワシントンハイツ返還工作に携わるなど要所で田畑の求めに応じてその手助けをする。
北原秀雄（きたはら ひでお）
演：岩井秀人
外務省の役人。東京五輪招致に向けた最終スピーチの本来の担当者だったが外務省の運動会でアキレス腱断裂の怪我により出られなくなってしまい、自分に代わる最終スピーチの担当者に平沢を推薦する。
東照子（あずま てるこ）
演：筒井真理子
東龍太郎の妻。
東博彦（あずま ひろひこ）
演：荒井敦史
東龍太郎の三男。龍太郎の東京都知事選出馬に反対し、田畑に直談判する。
丹下健三（たんげ けんぞう）
演：松田龍平
建築家。代々木オリンピックプールを設計。
黒澤明（くろさわ あきら）
演：増子直純
映画監督。田畑の依頼で1964年東京オリンピックの記録映画の監督に就任が決定するが、のちに田畑が組織委員会を去ると自身も辞退する。
亀倉雄策（かめくら ゆうさく）
演：前野健太
グラフィックデザイナー。大会のシンボルマークやポスターをデザイン。
村上信夫（むらかみ のぶお）
演：黒田大輔
帝国ホテル料理長。選手村のレストラン「富士食堂」の料理長として世界各国の料理を提供する。
三波春夫（みなみ はるお）
演：浜野謙太
歌手。朗らかな笑顔と浪曲で鍛えた美声で人気を博す。『東京五輪音頭』を歌い、1964年東京オリンピックを盛り上げる。
松下治英（まつした はるひで）
演：駿河太郎
航空自衛隊ブルーインパルスの編隊長。
1番機操縦者。カラースモークは青色を担当した。
市川崑（いちかわ こん）
演：三谷幸喜
映画監督。黒澤明が辞退した1964年東京オリンピックの記録映画の監督となる。
西村克重（にしむら かつしげ）
演：石田法嗣
航空自衛隊ブルーインパルス隊員。
3番機操縦者。カラースモークは黒色を担当した。
淡野徹（だんの とおる）
演：関口アナン
航空自衛隊ブルーインパルス隊員。
2番機操縦者。カラースモークは黄色を担当した。
藤縄忠（ふじなわ ただし）
演：井上拓哉
航空自衛隊ブルーインパルス隊員。
5番機操縦者。カラースモークは赤色を担当した。
船橋契夫（ふなばし ひろお）
演：不明
航空自衛隊ブルーインパルス隊員。
4番機操縦者。カラースモークは緑色を担当した。
係員
演：吹越満
開会式当日の聖火リレー担当係員。
聖火ランナー(正走者)
演：武野汐那

### 落語家

#### 志ん生一家と弟子たち
古今亭志ん生（ここんてい しんしょう）
（美濃部孝蔵 → 古今亭志ん生）
演：ビートたけし（青年期：森山未來 / 幼少期：荒井雄斗）
落語家。本名美濃部孝蔵（みのべ こうぞう）。
本作のナビゲーターに相当し、オープニングでは「噺・古今亭志ん生」とクレジットされるように、志ん生が語る落語という体で金栗四三とオリンピック黎明期の物語が語られる。一方、青年時代の志ん生は「語・美濃部孝蔵」とクレジットされて本作のナレーションを務め、志ん生の噺の登場人物のひとりでありながら、あたかも後世の志ん生の目線での解説役をも兼ねる。なお、番組途中からは五りんが志ん生に代わり高座に立ち噺（ストーリー）が続く場面も登場するため、実際のナレーションはたけし・森山・神木が場面ごとに入れ替わりながら行われている。
明治23年、東京・神田に生まれる。小学校を中退し10歳の頃から「飲む、打つ、買う」に精通していた悪童。父親の煙管を質に入れていたことがバレて勘当され、浅草で自堕落な生活を送っていたが、吉原の付き馬から逃げるため寄席に飛び込み、橘家円喬の落語に出会う。そこから落語に傾倒、寄席に通い始める。
羽田のオリンピック予選会の日に清さんの代理で車夫の仕事をしていたところ、偶然にも円喬を車に乗せ、衝動的に弟子入りを懇願。円喬の弟子兼車夫として浅草から日本橋を通って芝までを実際に走りながら、円喬の『富久』を背中で聞くという稽古を受ける。
1912年、三遊亭朝太（さんゆうてい ちょうた）の芸名と五厘を円喬から貰い正式に彼の弟子となる。初高座では緊張から酒を呷り泥酔状態で『富久』を途中まで噺す。翌年9月には小円朝に付いて旅興行に出かけることになり、円喬、清さん、小梅の見送りを受けて旅立つ。旅先の浜松では、小円朝と衝突し一座を飛び出した後、無銭飲食をして入牢。その際、新聞記事で円喬の死を知る。悲しみに茫然自失とする中、同室となった牢名主（演：マキタスポーツ）を相手に『文七元結』を演じたことで円喬の死と向き合い断髪、小円朝に謝罪、高座で前座話の『寿限無』を披露し噺家として出直しを誓う。
その後、東京に戻るが小梅と徳重の騒動に巻き込まれ浜松に戻ることを余儀なくされる。アントワープ五輪の終了後、政治からくすねた金で東京に戻り、噺家として再起を図る。二つ目として三遊亭円菊（さんゆうてい えんぎく）を名乗っていたこの頃に上野鈴本亭の席亭の計らいで真打ち昇進が決まり、万朝から贈られた紋付きを始めとした道具一式を揃えられるもこれをすべて質草にし、ボロボロの着物で金原亭馬きん（きんげんてい ばきん）として真打ち披露を果たす。同時期、将来を心配した清さんと小梅に勧められるまま清水りんと結婚。
しかし生活ぶりは相変わらず酒、煙草、賭博、女に手を出す暮らしを続ける。関東大震災発生時は咄嗟にりんを守るが、「東京中の酒が地面に吸われる」と考えて酒屋に走り、りんの怒りを買う。その際、りんから第一子の懐妊を告げられ絶句する。震災で廃墟となった東京を目前にして落ち込むが、倒壊した寄席小屋でもなお落語をする同業者や、清さん・小梅夫婦の励ましを受け気持ちを切り替え、仮設の寄席やバラックで落語を披露して罹災者を勇気づける。
震災後は柳家三語楼に弟子入りし柳家東三楼（やなぎや とうざぶろう）として活動するが、師匠の羽織と着物を質に入れて破門される。その後は高座に上がらず納豆や面を売って生計を立てるが、かつて自分が質に出した紋付や道具を偶然見つけ、それをきっかけに万朝と再会する。その際、万朝の「疝気の虫」を聞いて打ちのめされ、紋付を買い戻して再び三語楼に弟子入りした。
その後は古今亭志ん馬（ここんてい しんば）→ 金原亭馬生（きんげんてい ばしょう）として結婚式の余興やラジオ番組に出るなど売れっ子になるが、戦争の激化により演目にも検閲が入るようになる。
太平洋戦争末期に三遊亭圓生と共に慰問団として満州へ渡る。終戦前後の混乱の中で小松勝と出会い、束の間に行動を共にしたことがきっかけで浅草→日本橋ではなく、浅草→芝まで走り抜ける志ん生独自の「富久」を生み出すこととなる。
命からがら帰国したあとは名人として名を成したが、脳出血で倒れる。リハビリに励みながら、高座に上がれるようになる。東京オリンピック開会式の日は芝で高座に上がり「富久」をかけ、出奔していた五りんの復帰を許した。
りん
（清水りん → おりん → りん）
演：池波志乃（青年期：夏帆）
志ん生の妻。旧姓は清水（しみず）。
高田馬場で下宿屋を営む家で育った。25歳のときに孝蔵との縁談話がまとまり、清さん・小梅夫婦の仲人の元で結婚。結婚当初は世間知らずかつ純粋で、噺家の符丁で誤魔化され毎日のように遊びに出掛ける孝蔵を見送る。やがて孝蔵と夜逃げをする羽目となり、生活に疲れ果てた同時期に関東大震災に罹災。地震が続く中、酒を飲むために酒屋に走った孝蔵に怒りを爆発させ、第一子・美津子を身篭ったことを打ち明ける。震災後は家賃が無料という理由で業平に引っ越すが、環境の悪さや相変わらずの貧乏に悩まされる。働かない孝蔵と時折喧嘩になるが、本心では孝蔵を愛しており、落語家としての才能を信じている。
美津子（みつこ）
演：小泉今日子
志ん生の長女。父のマネジャーを務める。関東大震災の際にりんが身ごもっていた。気が強く歯に衣着せぬ物言いをするが情に厚い性格。五りんの事を気に掛けている。
今松（いままつ）
演：荒川良々
志ん生の弟子。マイペースな五りんや知恵を疎ましく思っている。病に倒れた志ん生の面倒を見ており、外出時は志ん生を背負って歩く。
美濃部清（みのべ きよし）
演：森山未來（少年期：若林時英）
志ん生の長男。高座名は金原亭馬生（きんげんてい ばしょう）。実年齢よりも老成した風貌で、父とは異なり端正な高座ぶりである。
美濃部強次（みのべ きょうじ）
演：森山未來
志ん生の次男。高座名は古今亭朝太（ここんてい ちょうた）、のち古今亭志ん朝（ここんてい しんちょう）。明朗で華やかな高座ぶりが特徴。
喜美子（きみこ）
演：坂井真紀
志ん生の次女。病に倒れた父を看病する。

#### その他の落語関係者
橘家円喬（たちばなや えんきょう）
演：松尾スズキ
売れっ子の落語家。孝蔵が落語家を目指すきっかけになる人物。芸事に妥協がなく、先輩にも平気で毒を吐く。一方で孝蔵と接する時に感情を表に出すことは少ないが、孝蔵を「フラがある」と評し才能を認めている。
清さんの代理で車夫をしていた孝蔵と出会い、その際、弟子入りを懇願されて専属の車夫として雇う。車に乗っている間に落語の稽古をし、「噺は耳でなく足で覚える」と孝蔵に教える。
孝蔵の初高座ののち、孝蔵を三遊亭小円朝に預けることを決める。孝蔵が小円朝のドサ回りの同行で出発する際には、高座の合間を縫って新橋駅に現れ「大事な弟子」として孝蔵を小円朝に託し、孝蔵には当時の高級タバコである敷島を餞別に与える。
孝蔵が浜松巡業中、肺癌により48歳で死去する。
三遊亭圓生（さんゆうてい えんしょう）
演：中村七之助
落語家。本名は山崎松尾（やまざき まつお）。
太平洋戦争当時、志ん生と共に満州で兵隊を慰問し落語を披露していた。終戦前後の混乱に絶望し自殺しようとした志ん生を叱咤激励し、共に日本へと帰国する。それから十数年後、脳出血で倒れ入院した志ん生を見舞う。
万朝（まんちょう）
演：柄本時生
三遊亭小円朝の弟子。孝蔵が小円朝の元を去ってからも行動を共にするが、浜松の宿で孝蔵と無銭宿泊したことから、捕まるのを恐れて逃げるように去っていく。その後は太鼓持ちとなり、孝蔵を心配して真打になった時に困らないよう紋付を用意する。
それでも落語への情熱は捨てきれず、二つ目として落語家に復帰。震災後に孝蔵を柳家三語楼に弟子入りさせるが、孝蔵が破門されたため別れ別れとなる。孝蔵がかつて質に出した紋付が流れないように金を払い続け、そのことをきっかけに孝蔵と再会。「疝気の虫」で急成長した話術を見せ、孝蔵が高座に戻るきっかけを作った。
二代目小圓朝門下としての経歴がある点や、一度落語家を廃業し幇間に転職している点など、志ん生の友人であった八代目金原亭馬生（本名：小西万之助）に一部共通する点があるものの、小圓朝門下だった時期が異なる点など、相違点が多い。なお、万朝のモデルについて、NHK及び宮藤からのアナウンスはない。
三遊亭小円朝（さんゆうてい こえんちょう）
演：八十田勇一
落語家。円喬に代わって美濃部孝蔵の師匠となるが、浜松の勝鬨亭で些細なことから孝蔵と大喧嘩になり、一度は彼を追い出す。その後、円喬の死を機に考えを改め、頭を下げたことで再び弟子として受け入れる。
席亭
演：中村育二
上野の寄席・鈴本亭の席亭。名は鈴木孝一郎。
金原亭馬生（六代目）（きんげんてい ばしょう）
演：古今亭菊之丞
孝蔵（金原亭馬きん）の3人目の師匠。
柳家三語楼（やなぎや さんごろう）
演：廣川三憲
孝蔵（柳家東三楼）の4人目の師匠。孝蔵によって羽織と着物を質入れされたため、破門する。その後、心を入れ替えた孝蔵を再び弟子にする。
先輩噺家
演：古今亭志ん彌
かっぽれを踊っていた噺家。
席亭（せきてい）
演：古今亭菊生
寄席の席亭。同じシーンに出ていた荒川良々演じる「今松」は後の二代目圓菊。つまり自分の父親と共演した形となる。

### 外国人

#### IOC関係者
クーベルタン
演：ニコラ・ルンブレラス
近代オリンピックの創始者。
欧米人だけの大会だったオリンピックにアジア代表として日本の参加を望み、そのための「適任者」として治五郎に目をつける。大会終了後の会議で日本開催を口にして招待しようとした治五郎に「日本は遠すぎる」と小馬鹿にし背負い投げを喰らう。
ジェラール
駐日仏国大使。
日本のオリンピック参加を望むクーベルタンの意を汲んで、嘉納に話を持ち掛ける。
ラトゥール
演：ヤッペ・クラース（IOC委員時：セルジオ・カルロス<声>）
ベルギーIOC委員、第3代IOC会長。1935年のIOCオスロ総会において、開催地決定に政治的圧力や駆け引きがあったことに憤慨し、投票を1年延期する。その後、嘉納からの手紙を読んで東京視察のため来日。その際の市井の人々とのふれ合いに感銘し、東京開催を前向きに考えるようになる。一方で、延期後の総会において東京開催が決定した際、田畑に「ヒトラーに感謝したほうがいい」とささやき、ヒトラーの政治的圧力を暗に伝えている。
ボナコッサ
演：フランチェスコ・ビショーネ
イタリアIOC委員。伯爵。スポーツに政治が介入することを嫌い、ムッソリーニの意に反して1940年の東京開催を認めずローマ開催を推していたが杉村からムッソリーニの手紙を見せられて恐れをなし、「東京」に票を投じる。しかしラトゥールが投票を1年延期したことで無効となった。
王正廷（ワン ジェンティン）
演：ホァンシー
中国IOC委員。満州問題の交渉担当でもあり、1940年の五輪招致では嘉納たちにとっては微妙な立場であったが、「スポーツと政治は関係ない」「同じアジア人として東京開催を支持する」と発言する。
ガーランド
演：ラズ・B
アメリカIOC委員。
ブランデージ
演：マイケル・ソウッチ（委員時：ドン・ジョンソン）
アメリカIOC委員、第5代IOC会長。
ソンディ
アジア競技大会ジャカルタ大会でのインド選手団代表。

#### 競技関係者たち
ラザロ
演：エドワード・ブレダ
ストックホルム大会マラソンポルトガル代表選手。
元は貧しい大工で、電車に乗れず走って通っていたところを代表選手としてスカウトされた。
四三の履く足袋に興味を持ったことを機に友好的な関係となり、長距離走本番では道を誤る四三に注意を呼びかけるが、レース中に倒れ死去。近代オリンピック史上で初の死亡者となる。
ザーリング
演：マックス・ベッカム
ストックホルム大会陸上競技スウェーデン代表選手。
キッパス
アメリカ競泳監督。日米対抗戦やロス大会で田畑と雌雄を競う。
ゲネンゲル
演：マルテ・オームントゥ
ドイツの女子平泳ぎの選手。ベルリン大会では前畑のライバルとして接戦を繰り広げる。決勝で前畑に敗れるも、「また一緒に泳ぎましょう」と約束する。
ヨンベ、ウランダ
演：アリオン（ヨンベ）、マックス（ウランダ）
1964年東京大会にコンゴ共和国として初めてオリンピックに参加した陸上選手。

#### 大会開催都市の人々
ダニエル
演：エドヴィン・エンドレ
ストックホルム大会での日本選手団ガイド。
サミュエル
演：ピーター・エリクソン
ストックホルム大会の記者で記録映画を撮影。ダニエルの父。
ナオミ
演：織田梨沙
ロサンゼルスの日系アメリカ人。リトルトーキョーの日本料理店従業員。日系人差別に苦しみ、1932年ロサンゼルス五輪では「日本が勝てば差別がひどくなる」と思い、選手や田畑に対して冷たく接する。しかし田畑から女子水泳の観覧チケットを渡され、前畑の泳ぎを見て心を動かされる。
ヤーコプ
演：サンディー海
ベルリンでの日本選手団通訳。ユダヤ人。
大会期間中に限りユダヤ人に対する迫害が緩められていたため、通訳として採用されている。
前畑が優勝したことを喜び、前畑の写真を田畑に渡す。田畑から通訳として1940年の東京大会にスカウトされるが「それは難しい」と答える。大会終了後に再び人種差別政策が行われることを知り、閉会式翌日に自ら命を絶った。
アレン
演：エドワルド・マナル
アジア競技大会ジャカルタ大会での日本選手団通訳。
大会が政治問題化する中、日本選手団の泊まるホテルへ乱入したデモ隊に背負い投げを掛け、身を挺して選手たちを守った。
東京オリンピックではインドネシア選手団の通訳となるも、来日後にインドネシアの不参加が決定する。

#### 外国要人
ムッソリーニ
演：ディノ・スピネラ
イタリア首相。気分屋で「陽気な独裁者」と呼ばれている。1940年の五輪招致について杉村たちと会談し、副島が病の身で来たことに心を動かされて、ローマ開催辞退を約束する。
ロドロ
ドイツの駐オスロ・イタリア公使。杉村と結託して1940年のローマ開催を辞退させようとする。
ヒトラー
演：ダニエル・シュースター
ナチス・ドイツの総統。オリンピック無用論を掲げていたが、首相になるとベルリン五輪開催を支持。記録映画「オリンピア」を製作させるなど、プロパガンダとしてオリンピックを利用した。
マッカーサー
演：ダニー・ウィン
GHQ最高司令官。全米選手権に招待された日本水泳選手団を激励する。
ライシャワー
駐日アメリカ大使。
スカルノ
演：ルドフィ・バクティヤル
インドネシア大統領。田畑いわく、川島とは「ズブズブの関係」。

### その他の人物
慶（けい）
演：深沢敦
活動写真化された『不如帰』で描かれた、三島和歌子をモデルとした登場人物。

## スタッフ
- 作：宮藤官九郎[注釈 29]
- 音楽：大友良英[注釈 30]
- 題字：横尾忠則
- 噺[注釈 31]：ビートたけし
- 語り[注釈 31]：森山未來
- テーマ音楽演奏：NHK交響楽団
- テーマ音楽指揮：下野竜也
- テーマ音楽編曲：江藤直子
- 演奏：大友良英スペシャルビッグバンド[注釈 30] / 芳垣安洋オルケスタ・ナッジ!ナッジ! / 渡辺貞夫クインテット
- タイトルバック画：山口晃
- タイトルバック製作：上田大樹
- 劇中地図製作：武藤文昭
- スポーツ史考証：真田久 / 大林太朗
- 風俗考証：天野隆子
- 時代考証：古川隆久 / 松重充浩
- 撮影協力：熊本県 / 日本スポーツ協会 / 日本陸上競技連盟 / 日本水泳連盟 / 講道館 / 茨城県つくばみらい市 / 笠間市 / 那珂市 / 常陸太田市 / 牛久市 / 稲敷市 / 龍ケ崎市 / 千葉県千葉市 / 木更津市 / 九十九里町 / 香取市 / 大多喜町 / 大網白里市 / 静岡県掛川市 / 島田市 / 川根本町 / 浜松市 / 湖西市 / 三重県桑名市 / 熊本県熊本市 / 和水町 / 玉名市 / 菊池市 / 山鹿市 / 宇城市 / 美里町 / 芦北町 / 人吉市 / 球磨村 / 栃木県足利市 / 鹿沼市 / 神奈川県横浜市 / 東京都稲城市 / 町田市 / 埼玉県川口市 / 国土交通省利根川下流河川事務所 / 龍谷大学 / 清泉女学院 / 諏方神社 / 九十九里町漁業協同組合 / 西本願寺 / 笠間稲荷神社 / 千葉県立房総のむら / 日本郵船氷川丸 / 中京大学 / 千葉県立幕張総合高等学校 / 江戸東京たてもの園 / 東京国立博物館 / 国立科学博物館 / 都立芝公園 / 日本大学 / 真間山弘法寺 / 千葉県総合スポーツセンター / 千葉工業大学 / 神戸総合運動公園管理センター / 千葉県フィルムコミッション / 京都市メディア支援センター / 大阪フィルム・カウンシル / 栃木県フィルムコミッション / いばらきフィルムコミッション / 東京ロケーションボックス / 台東区フィルム・コミッション / 神戸フィルムオフィス / スウェーデンストックホルム市 / エーケロー市 / ウプサラ市 / ストックホルム・スタディオン / スウェーデン国立文化財庁（スウェーデン語版） / ムンソ教会（スウェーデン語版） / 王立ユールゴーデン（スウェーデン語版）管理局 / BBC Motion Gallery / Getty Images / オーストラリア戦争記念館
- 取材協力：朝日新聞社
- 映像提供：日本オリンピック委員会 / 映画「東京オリンピック」 / 映画「東京オリンピック」未使用素材 / 資料映像バンク / 国立映画アーカイブ / 記録映画保存センター / 川崎市市民ミュージアム / 丹波篠山市視聴覚ライブラリー / TM & 🄫TOHO CO., LTD / 東宝ステラ 日映アーカイブ / 大成建設 / 東京カラーフィルム / 毎日映画社 / 沖縄タイムス / 中日映画社 / BFIナショナルアーカイブ（英語版） / UCLA Film & Television Archive（英語版） / 21st Century Studio / SVT / 米国立公文書館 / BBC Motion Gallery Newsfilm Library / Getty Images / University of South Carolina / Periscope Film / British Pathé / MOHAI（英語版） / Reuters / Sportsmuseum Berlin / ABCテレビ / 冨永博敏 / 師岡宏次 / John E. Allen
- 資料提供：長谷川孝道 / 林美也子 / 鈴木寧 / 山口孝子 / 丸山剛 / 東京都 / 筑波大学 / 絵葉書資料館 / 玉名市立歴史博物館 / 熊本大学五高記念館 / 小泉八雲記念館 / 日本近代文学館 / 日本カメラ博物館 / 日本スポーツ振興センター / 秩父宮記念スポーツ博物館 / 読売新聞社 / 慶應義塾大学 / 明治大学 / 早稲田大学 / 日本テニス協会 / 電気通信大学 / 朝日新聞社 / 都立中央図書館 / アフロ / 国土地理院 / 沖縄県公文書館 / フォート・キシモト / 日本ホテル協会 / 航空自衛隊入間基地 / 米国立公文書館 / 米国議会図書館 / Alamy（英語版） / Getty Images / 東京都 / 和水町

- 衣装コーディネート：宮本まさ江
- VFXスーパーバイザー：尾上克郎 / 石原渉 / 佐藤敦紀
- VFXプロデューサー/海外制作プロデューサー：結城崇史
- 海外ロケコーディネーター：ロクサナ・リー
- 海外コーディネーター：クラウディア・バルボア
- 特殊映像制作：中島賢二 / 菅原悦史 / 清水尚樹
- 美術監修：ポール・グスタフソン

- 所作指導：橘芳慧
- マラソン指導：金哲彦
- 落語指導：古今亭菊之丞[注釈 32]
- 寄席指導：橘右樂
- 芸能指導：友吉鶴心
- 陸上競技指導：大山卞圭悟
- ダンス指導：近藤良平 / 木下菜津子 / 村山茂代
- 馬術指導：田中光法
- 英語指導：塩屋孔章 / ネイサン・ベリー
- フランス語指導：杉浦愛力
- ドイツ語指導：井上あずさ
- ヒンズー語指導：スミタ・バッタチャルジー
- イタリア語指導：石川若枝
- スペイン語指導：阿由葉恵利子
- インドネシア語指導：ティニ・コドラッド
- 車夫指導：梶原浩介
- 柔道指導：鮫島元成
- 兵式体操指導：木下秀明
- 茶道・華道指導：井関宗脩
- アクション指導：舟山弘一
- 明治ことば指導：香日ゆら
- 道路工事指導：石川一彦
- 測量指導：山下正一
- 書道指導：金敷駸房
- 熊本ことば指導：志水正義[注釈 33] / 宗真樹子 / 境浩一朗[注釈 34]
- 薩摩ことば指導：早水真理
- 名古屋ことば指導：橋本信明
- 浜松ことば指導：小杉幸彦
- 岡山ことば指導：辻千春
- 和歌山ことば指導：楠見薫
- 関西ことば指導：山藤貴子
- 沖縄ことば指導：諏訪りょう
- 助産/助産師/産婦人科指導：三宅はつえ
- 医事指導：保坂義雄 / 高取吉雄 / 濱田尚行
- 農業指導：嘉永大憲
- わら細工指導：中島安啓
- 野球指導：二宮功
- 理容指導：本田浩一
- 足袋指導：山中薫
- カメラ/写真指導：田村政実
- マナー指導：西出ひろ子
- ピアノ指導：大竹くみ
- バーテンダー指導：井口法之
- 国旗考証：吹浦忠正
- 絵画指導：佐藤央育
- テニス指導：坂井利彰
- メイポールダンス指導：村山茂代
- 裁縫指導：小林操子
- 日本泳法指導：山根一寿
- 特殊メイク：松岡象一郎
- 競泳指導：細川大輔 / 青田梨奈 / 葺本康隆 / 布施谷唯 / 早坂勝也
- 振付：近藤良平
- 活版指導：堀口吉三郎
- 麻雀指導：馬場裕一
- 電気通信指導：中村治彦 / 有澤豊志
- 新聞考証：前田浩次
- 水泳指導：早坂勝也
- 占い指導：森信彰雄
- デンマーク体操指導：工藤亘
- 速記指導：藤樹祥子
- アナウンス指導：栗田晴行 / 合田敏行
- おけさ指導：藤下幸伸
- マッサージ指導：広橋憲子
- 軍装指導：山下英一郎
- 陸軍軍事指導：越康広
- 葬儀指導：富樫孝
- バレーボール指導：斎藤真由美
- 料理指導：神戸良子
- 警察指導：越康広
- カメラ技術指導：神山隆彦
- ボート指導：大隅多一郎
- 振付指導：花柳糸之
- 歌唱指導：渡辺大地
- 撮影機材指導：小金沢輝明

- 企画開発[92][注釈 35]：渡辺直樹 / 橋本万葉
- 編成：岡本幸江 / 北川絵美
- 制作統括：訓覇圭 / 清水拓哉
- プロデューサー：岡本伸三 / 家冨未央 / 大越大士 / 浅沼利信 / 𠮷岡和彦 / 新江佳子（キャスティング）
- 演出：井上剛 / 西村武五郎 / 一木正恵 / 大根仁 / 桑野智宏 / 林啓史 / 津田温子 / 松木健祐 / 渡辺直樹 / 北野隆
- 副音声解説：宗方脩 / 木村はるか

### いだてん紀行
- 語り：池田伸子
- イラスト：先斗ポン太

## 放送

### 放送時間
- NHK BS4K：毎週日曜 9時 - 9時45分
- NHK BSプレミアム：毎週日曜 18時 - 18時45分
- 総合テレビ：毎週日曜 20時 - 20時45分
- （再放送）総合テレビ：毎週土曜 13時5分 - 13時50分 / BS4K：毎週日曜 8時 - 8時45分

### 放送日程
- 初回・最終回は15分拡大。
- 各回のサブタイトルは古今東西の文学・映画・音楽の作品タイトルから担当ディレクターが案を出して決定された[95]。

| 放送回                                                 | 放送日   | サブタイトル                   | 演出            | 紀行                                               | 視聴率 |
| ------------------------------------------------------ | -------- | ------------------------------ | --------------- | -------------------------------------------------- | ------ |
| 金栗四三篇・前半（第1回 - 第12回）                     |          |                                |                 |                                                    |        |
| 第01回                                                 | 01月06日 | 夜明け前                       | 井上剛          | 嘉納治五郎&井上康生                                | 15.5%  |
| 第02回                                                 | 01月13日 | 坊っちゃん                     | 井上剛          | 金栗の故郷を訪ねて                                 | 12.0%  |
| 第03回                                                 | 01月20日 | 冒険世界                       | 西村武五郎      | 天狗倶楽部                                         | 13.2%  |
| 第04回                                                 | 01月27日 | 小便小僧                       | 一木正恵        | 脂抜き走法                                         | 11.6%  |
| 第05回                                                 | 02月03日 | 雨ニモマケズ                   | 井上剛          | 羽田運動場                                         | 10.2%  |
| 第06回                                                 | 02月10日 | お江戸日本橋                   | 西村武五郎      | 日本橋                                             | 09.9%  |
| 第07回                                                 | 2月17日  | おかしな二人                   | 一木正恵        | 髙橋大輔&地元支援                                  | 09.5%  |
| 第08回                                                 | 2月24日  | 敵は幾万                       | 井上剛          | 旧新橋停車場                                       | 09.3%  |
| 第09回                                                 | 3月03日  | さらばシベリア鉄道             | 大根仁          | 大森夫妻                                           | 09.7%  |
| 第10回                                                 | 3月10日  | 真夏の夜の夢                   | 西村武五郎      | ストックホルム                                     | 08.7%  |
| 第11回                                                 | 3月17日  | 百年の孤独                     | 西村武五郎      | 100年後のいだてん                                  | 08.7%  |
| 第12回                                                 | 3月24日  | 太陽がいっぱい                 | 一木正恵        | マラソンコース                                     | 09.3%  |
| 金栗四三篇・後半（第13回 - 第24回）                    |          |                                |                 |                                                    |        |
| 第13回                                                 | 3月31日  | 復活                           | 井上剛          | ラザロ                                             | 08.5%  |
| 第14回                                                 | 4月14日  | 新世界                         | 井上剛 大根仁   | 日本の体育教育                                     | 09.6%  |
| 第15回                                                 | 4月21日  | あゝ結婚                       | 一木正恵        | 金栗の故郷を訪ねて                                 | 08.7%  |
| 第16回                                                 | 4月28日  | ベルリンの壁                   | 大根仁          | 髙田裕司&失われた目標                              | 07.1%  |
| 第17回                                                 | 5月05日  | いつも2人で                    | 一木正恵        | 東海道五十三次駅伝                                 | 07.7%  |
| 第18回                                                 | 5月12日  | 愛の夢                         | 松木健祐        | ハリマヤシューズ                                   | 08.7%  |
| 第19回                                                 | 5月19日  | 箱根駅伝                       | 大根仁          | 箱根駅伝 今井正人                                  | 08.7%  |
| 第20回                                                 | 5月26日  | 恋の片道切符                   | 大根仁          | 日本初のメダリスト 熊谷一彌                        | 08.6%  |
| 第21回                                                 | 6月02日  | 櫻の園                         | 西村武五郎      | 女子スポーツと澤穂希                               | 08.5%  |
| 第22回                                                 | 6月09日  | ヴィーナスの誕生               | 林啓史          | 二階堂トクヨと日本女子体育大学                     | 06.7%  |
| 第23回                                                 | 6月16日  | 大地                           | 井上剛          | 凌雲閣                                             | 06.9%  |
| 第24回                                                 | 6月23日  | 種まく人                       | 一木正恵        | 関東大震災と復興                                   | 07.8%  |
| 田畑政治篇・前半（第25回 - 第39回）                    |          |                                |                 |                                                    |        |
| 第25回                                                 | 6月30日  | 時代は変る                     | 井上剛          | 田畑政治                                           | 08.6%  |
| 第26回                                                 | 7月07日  | 明日なき暴走                   | 大根仁          | 人見絹枝と有森裕子                                 | 07.9%  |
| 第27回                                                 | 7月14日  | 替り目                         | 大根仁          | 日本泳法                                           | 07.6%  |
| 第28回                                                 | 7月28日  | 走れ大地を                     | 桑野智宏        | 犬養毅                                             | 07.8%  |
| 第29回                                                 | 08月04日 | 夢のカリフォルニア             | 西村武五郎      | ロサンゼルスオリンピック・リトルトーキョーと選手村 | 07.8%  |
| 第30回                                                 | 08月11日 | 黄金狂時代                     | 津田温子        | ロサンゼルスオリンピック・プールと北島康介         | 05.9%  |
| 第31回                                                 | 08月18日 | トップ・オブ・ザ・ワールド     | 西村武五郎      | ロサンゼルスオリンピック・スタジアムと日系人       | 07.2%  |
| 第32回                                                 | 08月25日 | 独裁者                         | 大根仁          | 岸清一                                             | 05.0%  |
| 第33回                                                 | 09月01日 | 仁義なき戦い                   | 桑野智宏        | 東京招致                                           | 06.6%  |
| 第34回                                                 | 09月08日 | 226                            | 一木正恵        | 招致活動とラトゥール                               | 09.0%  |
| 第35回                                                 | 09月15日 | 民族の祭典                     | 井上剛          | オリンピック映画の歴史                             | 06.9%  |
| 第36回                                                 | 09月22日 | 前畑がんばれ                   | 大根仁 井上剛   | 前畑秀子                                           | 07.0%  |
| 第37回                                                 | 09月29日 | 最後の晩餐                     | 井上剛          | 嘉納治五郎と山下泰裕さん                           | 05.7%  |
| 第38回                                                 | 10月06日 | 長いお別れ                     | 西村武五郎      | 外苑競技場の歴史と戦没オリンピアン                 | 06.2%  |
| 第39回                                                 | 10月13日 | 懐かしの満州                   | 大根仁 渡辺直樹 | 志ん生                                             | 03.7%  |
| 田畑政治篇・後半（第40回 - 最終回）                    |          |                                |                 |                                                    |        |
| 第40回                                                 | 10月27日 | バック・トゥ・ザ・フューチャー | 井上剛          | 平沢和重と磯村尚徳さん                             | 07.0%  |
| 第41回                                                 | 11月03日 | おれについてこい！             | 一木正恵        | 岩田幸彰                                           | 06.6%  |
| 第42回                                                 | 11月10日 | 東京流れ者                     | 北野隆          | ピクトグラム                                       | 06.3%  |
| 第43回                                                 | 11月17日 | ヘルプ!                        | 津田温子        | 東龍太郎                                           | 06.1%  |
| 第44回                                                 | 11月24日 | ぼくたちの失敗                 | 大根仁          | 田畑政治                                           | 06.1%  |
| 第45回                                                 | 12月01日 | 火の鳥                         | 一木正恵        | 東洋の魔女                                         | 06.1%  |
| 第46回                                                 | 12月08日 | 炎のランナー                   | 西村武五郎      | 聖火と沖縄                                         | 06.9%  |
| 最終回                                                 | 12月15日 | 時間よ止まれ                   | 井上剛          | オリンピック参加の歴史                             | 08.3%  |
| 平均視聴率：8.2%（ビデオリサーチ調べ、関東地区・世帯） |          |                                |                 |                                                    |        |

- 視聴率は総合テレビでの放送分であり、ビデオリサーチ調べ、関東地区・世帯・リアルタイム。

### 総集編
| 放送回 | NHK総合        | NHK総合       | BSプレミアム | BSプレミアム  |
| 放送回 | 放送日         | 放送時間      | 放送日       | 放送時間      |
| ------ | -------------- | ------------- | ------------ | ------------- |
| 第1部  | 2019年12月30日 | 13:05 - 15:20 | 2020年1月2日 | 08:00 - 10:15 |
| 第2部  | 2019年12月30日 | 15:25 - 17:40 | 2020年1月3日 | 08:00 - 10:15 |

- 2019年2月23日には第1回から第7回までのダイジェスト版も放送された。
- 2021年7月22日には2020年東京オリンピック開催に合わせて、連続テレビ小説「エール」とともに総集編のアンコール放送[97]。（総合・全4回で7月22日午後1時5分から一挙放送）

### 放送休止・時間変更
- 4月7日は、総合テレビで19時59分 - 21時45分に『2019統一地方選開票速報・第1部』を放送のため休止。なお、BSプレミアム・BS4Kでの放送時間帯、および同月13日の総合テレビでの再放送枠はそれぞれ別番組が放送された。
- 7月21日は、総合テレビで19時55分 - 翌4時30分に『参院選2019開票速報』を放送のため休止[98]。
- 10月20日は、総合テレビで18時5分 - 21時50分に『ラグビーワールドカップ2019』準々決勝：日本 vs 南アフリカ（キックオフ19時15分、東京スタジアム）を放送のため休止[99][100]。

#### 総合テレビ・再放送枠における放送休止など
- 4月13日は、4月7日の放送休止に伴い別番組に差し替え（上述）。
- 10月12日は、令和元年東日本台風（台風19号）関連ニュースのため第38回（本放送：10月6日）の再放送が休止され[101]、翌10月13日14時15分 - 15時に振り替えられた。
- 10月26日は、別番組の差し替えは行われず、第39回（本放送：10月13日）を同月19日に続き再々放送する措置が取られた。

### アンコール放送
2020年4月6日より7月16日までNHK BSプレミアムで毎週月・火・水曜日の18時15分より再放送された（初回は18時放送開始。第46回と最終回のみ木曜日放送となり、第46回は17:15放送開始、続いて最終回が同日の18時放送開始）。またNHK BS4KでもBSプレミアムと同時放送された（ただし最終の2回分のみ同時放送とはならず、第46回は7月16日18時15分、最終回は同17日18時放送開始）。

### ワールド版『IDATEN』
2020年5月2日から5月4日にかけて、国際放送であるNHKワールドJAPANにおいて、総集編を全6回（1回49分）に再編集した上で英語の字幕・ナレーションを施した ワールド版『IDATEN』を放送した。NHKワールドJAPANでは、初の大河ドラマ放送となる。英語のナレーションは、パトリック・ハーランが担当した。
- 1日に2回ずつ放送。

| 放送回   | NHKワールドTV | NHKワールドTV                                           |
| 放送回   | 放送日        | 放送時間                                                |
| -------- | ------------- | ------------------------------------------------------- |
| Episode1 | 2020年5月2日  | 08:10 - 08:59 14:10 - 14:59 19:10 - 19:59 翌2:10 - 2:59 |
| Episode2 | 2020年5月2日  | 09:10 - 09:59 15:10 - 15:59 20:10 - 20:59 翌3:10 - 3:59 |
| Episode3 | 2020年5月3日  | 08:10 - 08:59 14:10 - 14:59 19:10 - 19:59 翌2:10 - 2:59 |
| Episode4 | 2020年5月3日  | 09:10 - 09:59 15:10 - 15:59 20:10 - 20:59 翌3:10 - 3:59 |
| Episode5 | 2020年5月4日  | 08:10 - 08:59 14:10 - 14:59 翌2:10 - 2:59               |
| Episode6 | 2020年5月4日  | 09:10 - 09:59 15:10 - 15:59 翌3:10 - 3:59               |

## 受賞
- ギャラクシー賞12月度月間賞
- 第12回 伊丹十三賞（宮藤官九郎）
- 第44回 エランドール賞プロデューサー賞（清水拓哉、家冨未央、大越大士）
- 東京ドラマアウォード2020グランプリ（連続ドラマ部門）[105][106]

## 関連商品
サウンドトラック
- 大河ドラマ いだてん オリジナル・サウンドトラック（ビクターエンタテインメント）
  - 前編：2019年3月6日発売、VICL-65131
  - 後編：2019年7月24日発売、VICL-65225
  - 完結編：2019年11月20日発売、VICL-65262

公式ガイドブック
- NHK大河ドラマ・ガイド いだてん（NHK出版）
  - 前編（2018年12月25日発売、ISBN 978-4149233802）
  - 後編（2019年5月31日発売、ISBN 978-4149233819）
  - 完結編（2019年9月30日発売、ISBN 978-4149233826）

シナリオ本
- NHK大河ドラマ「いだてん」完全シナリオ集（文藝春秋）
  - 第1部（2019年9月5日発売、ISBN 978-4-16-391094-9）
  - 第2部（2019年12月18日発売、ISBN 978-4-16-391146-5）

関連本（非公式）
- 細馬宏通 『いだてん噺』（河出書房新社、2020年7月23日、ISBN 978-4309028927）

DVD・BD
- NHK大河ドラマ「いだてん」完全版 BOX
  - 1（第1回 - 第13回）　
  - 2（第14回 - 第24回）
  - 3（第25回 - 第36回）
  - 4（第37回 - 最終回）

なお総集編の映像ソフトは発売されていない。

## ドラマ舞台地の誘致運動・反応

### 熊本県
- 金栗四三の出身地、旧春富村が含まれる熊本県玉名郡和水町と、玉名市・南関町の1市2町による地域協議会が2017年（平成29年）10月に発足した[107]。2019年1月6日のドラマ放送開始にあわせ、玉名市繁根木の旧玉名市役所庁舎跡地に大河ドラマ館が2019年1月12日から2020年1月13日まで、和水町大田黒の三加和温泉ふるさと交流センター敷地内に金栗四三ミュージアムが2019年1月11日から2020年1月13日までの約1年間開館した[108] が、視聴率が低迷した影響もあり、入館者は両館とも目標に届かなかった[109]。また金栗四三の生家が2019年1月11日から特別に公開されている[110]。当初生家は2019年12月23日まで公開の予定だったが、2021年（令和3年）3月28日まで期間を延長し[111]、同年4月1日以降は金栗四三の生家として運営されている[112]。また玉名市上小田の金栗四三が晩年を過ごした住家（池部家）と資料館は、2020年1月13日の大河ドラマ館閉館後も公開を続けている[113]。
- 和水町では第1回放送日の2019年1月6日に和水町三加和公民館にてパブリックビューイング (PV) が行われる予定であったが、放送3日前の1月3日に和水町で震度6弱を記録する地震が発生し、同公民館が避難所に指定されたため、開催が中止となった[114][115]。なお、第2回については熊本市内のくまもと県民交流館パレア（くまモンスクエア）とNHK熊本放送局の2箇所でPVが行われた[116]。第1回のPVが中止となった和水町三加和公民館では、代わりに2019年12月15日、最終回のPVが行われた[117]。
- 和水町では、菊水町と合併する前の三加和町だった金栗四三の没後の1984年から毎年11月に金栗四三翁マラソン大会が、玉名市では、1949年から毎年3月に金栗四三杯ハーフマラソンが開催されている。2005年、玉名市と合併した横島町で1978年から毎年2月に開催されている玉名市横島町いちごマラソン大会は、金栗四三にあやかって2019年大会を「金栗四三のふるさと玉名 横島いちごマラソン大会」として開催した[118] が、2020年大会（2月23日）、2021年大会（2月28日）のフルマラソン「玉名いだてんマラソン」はCOVID-19の感染拡大のため2大会連続で中止となった[119]。

### 東京都
- 金栗四三が青春時代を過ごした東京都文京区では「大河ドラマ『いだてん』主人公金栗四三青春の地・文京区プロジェクト」と題し、様々なイベントを開催した[120]。
- 金栗四三が教員を務めた東京府立第二高等女学校を前身とする東京都立竹早高校の吹奏楽部は、本作が縁となりドラマ中の音楽の演奏に参加した[121]。
- 2020年東京オリンピックの聖火リレーでは金栗四三を演じた中村勘九郎が都内最終ランナー務め、劇中の若き日の金栗と同じく丸刈りの髪型で足袋を履き、同じ走行フォームで完走した。本作のストーリーにおいて、金栗は現役選手引退後1940年及び1964年東京オリンピックの聖火ランナーを志すが、いずれも叶わなかった経緯もあり、ネット上では本作視聴者から歓喜の声が上がった[122]。

### 静岡県
- 田畑政治の出身地である静岡県浜松市は、同市を舞台とした2017年NHK大河ドラマ『おんな城主 直虎』に引き続き、関連する企画が実施された。2019年1月、遠州鉄道新浜松駅北側の高架下に2018年1月末まで「直虎 出世の館」として運営していた場所を改装してオープンさせた「浜松魅力発信館 THE GATE HAMAMATSU」で『いだてん』のドラマセットなどの関連展示をスタートさせ、同年12月26日まで展示を行った[123]。展示内容は、田畑政治が主人公となったドラマ後半の7月、そして10月に一部変更している[124][125]。
- 中区（現・中央区）成子町の生家跡など、浜松市内の「田畑政治ゆかりの地」の11ヶ所に看板が立てられ[126]、西区（現・中央区）の古橋廣之進記念浜松市総合水泳場（2018年10月4日 - 2019年12月29日）、中区の浜松市立中央図書館（2019年6月28日 - 12月25日）で田畑政治の特別展を開催した[127]。
- ドラマ最終回の放送が当初予定されていた12月8日には浜松市立高校講堂でNHK静岡放送局と浜松市共催でパブリックビューイングが行われたが、10月20日にラグビーワールドカップ準々決勝を中継して放送を休止したため[99] に、オンエア内容が一週ずれこむ形となった。[128]

### 岐阜県
- 金栗四三を指導した可児徳の出身地である岐阜県中津川市では名前すら忘れ去られていた[129] が、『いだてん』放送を機に観光課が可児を紹介するチラシを作成[130]、「可児徳杯小学生ドッジボール大会」を開催する[131] など功績を伝える動きが現れた[132]。